# Partito Democratico (Italia)
Il Partito Democratico (PD) è un partito politico italiano di centro-sinistra, fondato il 14 ottobre 2007. Esso nasce come fusione dei due principali partiti del centro-sinistra del periodo, ossia i Democratici di Sinistra e la Margherita.
È descritto come un partito socialdemocratico, progressista e riformista, con correnti interne social-liberali e cristiano sociali. In ambito internazionale è europeista e atlantista. A livello europeo ha aderito ufficialmente il 27 febbraio 2014 al Partito del Socialismo Europeo, con il quale aveva già intrapreso un rapporto di stretta collaborazione formando nel 2009 il gruppo parlamentare dell'Alleanza Progressista dei Socialisti e dei Democratici.
Durante la XV legislatura il PD è stato parte del governo Prodi II, in carica dopo aver vinto le elezioni politiche del 2006 come parte de L'Unione, che includeva anche i DS e la Margherita. In seguito alle elezioni politiche del 2008, si è spostato all'opposizione durante la XVI legislatura e nel novembre 2011 ha votato la fiducia al governo Monti dopo la crisi del governo Berlusconi IV. La vittoria della coalizione di centro-sinistra alle elezioni politiche del 2013 gli ha permesso di tornare a essere il primo partito in parlamento e formare un governo: la XVII legislatura è stata segnata dal PD, che ha guidato i suoi tre governi (Letta, Renzi e Gentiloni).
Con le elezioni politiche del 2018 in cui si è formato il governo Conte I (M5S-Lega), il PD è inizialmente passato all'opposizione, ma, dopo la fine dell'esecutivo nell'agosto 2019, è entrato a far parte della maggioranza del governo Conte II in coalizione con M5S, Italia Viva e LeU (Articolo Uno e Sinistra Italiana). A seguito della caduta del secondo governo Conte, il PD ha fatto parte della maggioranza che sosteneva il governo Draghi (2021-2022).

## Storia

### Origini

#### Prime proposte di un nuovo partito
Nel 2003 Michele Salvati, deputato eletto nelle liste dei Democratici di Sinistra, in alcuni articoli pubblicati sui quotidiani Il Foglio e la Repubblica, delineò un nuovo partito, nato dalla «riunione di tutte le correnti riformistiche moderate della storia italiana di cui tanto si è parlato a proposito dell'Ulivo, per formare così un partito di sinistra moderata (o centro-sinistra, se si preferisce), con un nome immediato, semplice e fortemente evocativo». L'idea di Salvati fu ripresa tre mesi dopo da Romano Prodi, all'epoca Presidente della Commissione europea.
In vista delle elezioni europee del 2004 nacque così la lista Uniti nell'Ulivo, composta da Democratici di Sinistra, La Margherita, Socialisti Democratici Italiani e Movimento Repubblicani Europei; la lista unitaria raccolse il 31,1% dei voti, eleggendo 25 europarlamentari.
La lista unitaria si ripresentò anche in 9 delle 14 regioni chiamate al voto alle elezioni regionali del 2005, tenutesi in aprile.
Il 16 ottobre 2005, in vista delle imminenti elezioni politiche del 2006, si tennero le elezioni primarie per scegliere il leader della nuova coalizione di centro-sinistra che riuniva, oltre ai partiti dell'Ulivo, anche la maggior parte delle forze di opposizione alla maggioranza di centro-destra e che prese il nome de L'Unione. I membri della federazione dell'Ulivo (comunemente chiamata anche Fed) sostennero la candidatura di Romano Prodi che, con il 74% dei voti, divenne il candidato Presidente del Consiglio dell'Unione.
Il successo delle primarie convinse anche La Margherita, seppur inizialmente titubante, a presentare una lista unitaria dell'Ulivo insieme ai DS alle politiche del 2006 per l'elezione della Camera dei deputati, mentre ciascun partito avrebbe corso con il proprio simbolo al Senato. Nella lista unitaria non si presentò tuttavia lo SDI, che preferì partecipare al progetto della Rosa nel Pugno, dichiarandosi non interessato alla costituzione di un partito unico di centro-sinistra.

#### Evoluzione del progetto e congressi di Democratici di Sinistra e Margherita
Visti il successo della lista unitaria dell'Ulivo alle elezioni del 2006, che alla Camera ottenne il 31,2%, e la vittoria elettorale dell'Unione, seppur con margini ristretti, con la conseguente nomina a Presidente del Consiglio di Romano Prodi, i partiti fondatori della lista decisero di continuare il percorso verso la formazione di un partito unico.
Nacquero numerose associazioni che rivendicarono la partecipazione attiva dei cittadini, anche di quelli non iscritti ad alcun partito, alla formazione del Partito Democratico. Romano Prodi inoltre, in prima persona, nel corso del 2006, incaricò tredici personalità del mondo della cultura e della politica di redigere un Manifesto per il Partito Democratico, documento che venne reso pubblico nel dicembre del 2006.

##### IV congresso dei Democratici di Sinistra
Tra il 9 e il 21 aprile 2007 si tenne il IV e ultimo congresso dei Democratici di Sinistra, caratterizzato da una pluralità di mozioni:
- Per il Partito Democratico (75,5%), che ricandidava alla segreteria l'uscente segretario Piero Fassino ed era favorevole al processo unitario con La Margherita e alla fondazione del Partito Democratico;
- A Sinistra. Per il socialismo europeo (15,1%), che candidava alla segreteria Fabio Mussi ed era espressione del cosiddetto Correntone, contrario alla formazione di un partito unico con i settori moderati della coalizione;
- Per un partito nuovo. Democratico e socialista (9,4%), che aveva come primi firmatari Gavino Angius e Mauro Zani, i quali richiedevano un legame esplicito al socialismo europeo.

L'elezione di Piero Fassino alla segreteria fu sostanzialmente l'approvazione da parte della base dei DS della creazione del nuovo soggetto politico. Mussi e il vecchio Correntone annunciarono quindi la propria uscita dai DS e la volontà di costituire un nuovo soggetto, a sinistra del futuro Partito Democratico (che poi diverrà il partito Sinistra Democratica). La corrente di Gavino Angius la settimana successiva all'assise congressuale deciderà di abbandonare i DS, vista la non certezza dell'adesione al Partito del Socialismo Europeo.

##### II congresso della Margherita
Anche il II congresso della Margherita, tenutosi dal 20 al 22 aprile 2007, si svolse con l'obiettivo di dar vita al Partito Democratico, e orientata in tal senso fu l'unica mozione presentata dal Presidente federale del partito Francesco Rutelli.
L'assise della Margherita non presentò le medesime divisioni interne verificatesi nei DS, coerentemente con l'ispirazione unificatrice delle forze di centro-sinistra che il partito di Rutelli ebbe sin dalla sua nascita come lista elettorale nel 2001 e successivamente come partito nel 2002. Le uniche voci critiche vennero da Arturo Parisi, Ministro della Difesa in carica, e da Willer Bordon, che chiesero lo scioglimento delle correnti interne in vista della nascita del PD e che il PD diventasse un vero e proprio partito unico e non una mera federazione di partiti.
Più tardi però, nella fase di preparazione del PD, lo stesso Bordon, l'ex Presidente del Consiglio Lamberto Dini e l'ex segretario del PPI Gerardo Bianco decideranno di non aderire al nuovo partito.

### Primarie del 2007
Il primo atto formale verso la costituzione del nuovo partito venne effettuato il 23 maggio 2007 con la nomina di un Comitato promotore, il Comitato 14 ottobre, così chiamato con riferimento alla data in cui sarebbe stata eletta l'Assemblea costituente del Partito Democratico.
Tale comitato, nato con 45 membri, annoverava, oltre a esponenti di DS e Margherita, anche politici provenienti da esperienze diverse, come l'ex UDC Marco Follini e l'ex SDI Ottaviano Del Turco, allora presidente della Regione Abruzzo, e personalità della società civile, come il giornalista Gad Lerner, il presidente di Slow Food Carlo Petrini e l'esponente dell'Unione delle comunità ebraiche italiane Tullia Zevi.
Il comitato fu criticato sia per la scarsa presenza di donne (poco più di un terzo) sia per la totale assenza di giovani (nessuno dei membri aveva meno di 40 anni) dal candidato alle primarie dell'Unione Ivan Scalfarotto e dal ministro della difesa Arturo Parisi, uno dei 45.

#### Membri del comitato promotore
- Giuliano Amato
- Mario Barbi
- Antonio Bassolino
- Pier Luigi Bersani
- Rosy Bindi
- Paola Caporossi
- Sergio Cofferati
- Massimo D'Alema
- Marcello De Cecco
- Letizia De Torre
- Ottaviano Del Turco
- Lamberto Dini
- Leonardo Domenici
- Vasco Errani
- Piero Fassino
- Anna Finocchiaro
- Giuseppe Fioroni
- Marco Follini
- Dario Franceschini
- Vittoria Franco
- Paolo Gentiloni
- Donata Gottardi
- Rosa Russo Iervolino
- Linda Lanzillotta
- Gad Lerner
- Enrico Letta
- Agazio Loiero
- Marina Magistrelli
- Lella Massari
- Wilma Mazzocco
- Maurizio Migliavacca
- Enrico Morando
- Arturo Parisi
- Carlo Petrini
- Barbara Pollastrini
- Romano Prodi
- Angelo Rovati
- Francesco Rutelli
- Luciana Sbarbati
- Marina Sereni
- Antonello Soro
- Renato Soru
- Patrizia Toia
- Walter Veltroni
- Tullia Zevi

Il Comitato definì le modalità di svolgimento delle primarie per l'elezione dell'Assemblea Costituente Nazionale e delle Assemblee Costituenti Regionali, con i rispettivi Segretari.

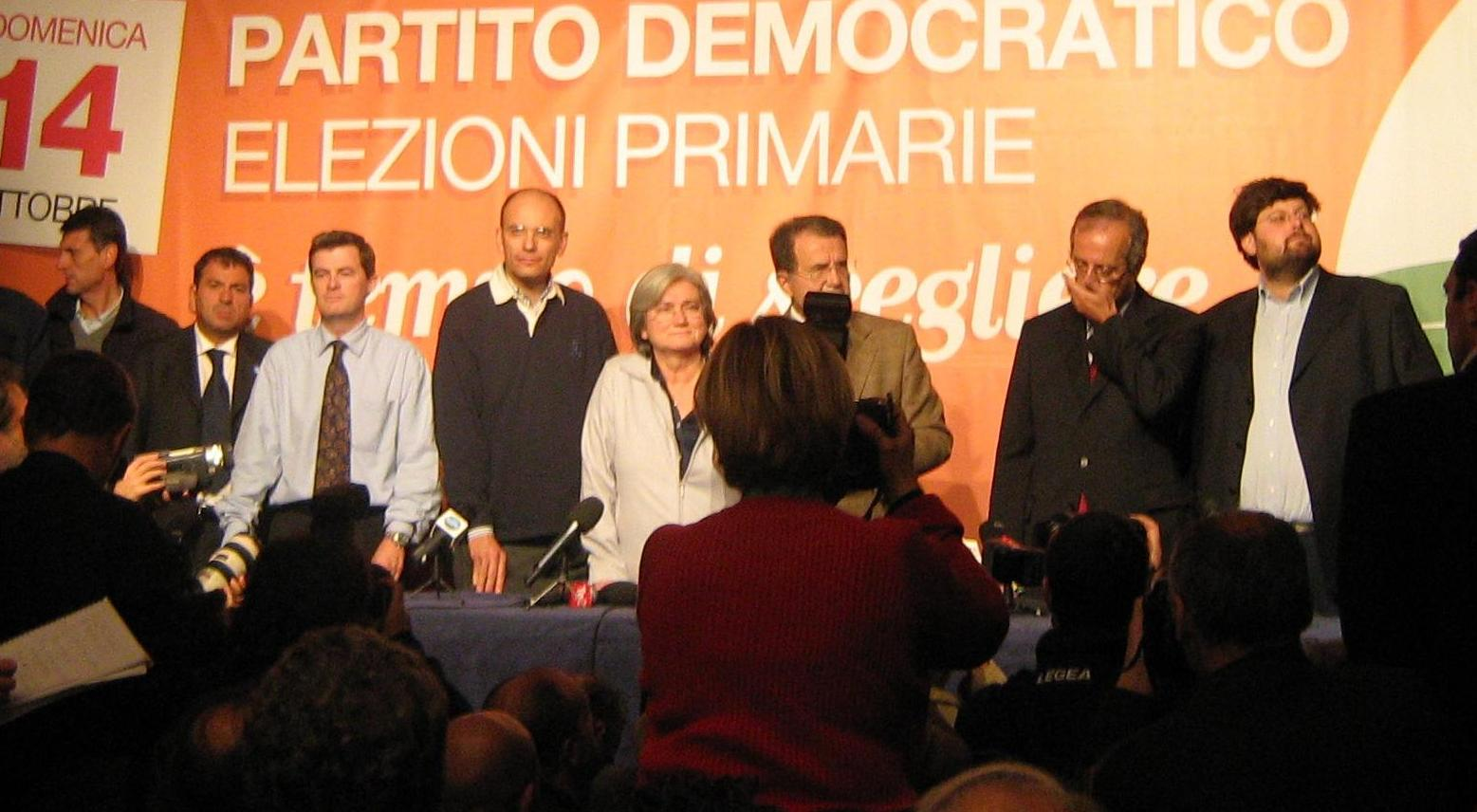
Le prime elezioni primarie del PD il 14 ottobre 2007, da sinistra a destra: Schettini Gherardini, Letta, Bindi, Prodi, Veltroni e Adinolfi

Il 31 luglio 2007 il Coordinamento Nazionale delle primarie ufficializzò le candidature alla carica di Segretario Nazionale del PD: Mario Adinolfi, Rosy Bindi, Pier Giorgio Gawronski, Jacopo Schettini Gherardini, Enrico Letta e Walter Veltroni. La candidatura di Schettini fu successivamente apparentata a quella di Gawronski. Vennero inoltre presentate delle liste di candidati all'assemblea costituente del PD, collegate a uno dei candidati alla segreteria.
Alle elezioni costituenti di domenica 14 ottobre 2007 si registrò una partecipazione superiore alle aspettative con 3 554 169 voti validi.
Le liste collegate a Walter Veltroni (Democratici con Veltroni, Ambiente, Innovazione, Lavoro, A Sinistra per Veltroni e altre liste locali) ottennero complessivamente il 75,82%, decretando automaticamente l'elezione di Veltroni a Segretario Nazionale del PD, avendo superato il 50% dei voti validi. La lista Con Rosy Bindi democratici, davvero ricevette il 12,83%, i Democratici per Enrico Letta l'11,02% mentre la lista in appoggio di Adinolfi (Generazione U) e quelle in appoggio di Gawronski (Il coraggio di cambiare e Noi per il Partito Democratico) riuscirono a eleggere solo i due candidati alla segreteria ottenendo rispettivamente lo 0,17% e lo 0,07%.

#### Assemblea costituente
Sabato 27 ottobre 2007 avvenne la prima riunione dell'Assemblea Costituente Nazionale del Partito Democratico a Milano, presso la Fieramilano. I delegati erano 2 858, eletti attraverso liste bloccate formate col criterio dell'alternanza uomo-donna. Romano Prodi, fondatore dell'Ulivo, nonché Premier allora in carica, fu eletto primo Presidente dell'Assemblea.
Nella riunione di insediamento venne formalizzata l'elezione di Veltroni a primo Segretario Nazionale. Al termine l'assemblea approvò un dispositivo proposto da Veltroni, che fra le altre cose stabiliva la nomina di Dario Franceschini a Vice Segretario Nazionale del partito e di Mauro Agostini a Tesoriere Nazionale.
Vennero poi costituite, all'interno dell'assemblea, tre commissioni di cento componenti ciascuna (con rappresentanza di delegati di tutte le liste proporzionale alla composizione totale dell'assemblea) che dovevano redigere rispettivamente lo Statuto, il Manifesto dei Valori e il Codice Etico nazionali del partito. Stante la struttura federale del PD, analoghi documenti a livello regionale vennero redatti da parte delle Assemblee Costituenti Regionali.
Il 4 novembre 2007 il segretario Veltroni nominò la segreteria del PD, con diciassette membri di cui nove donne (la maggioranza). Il 7 novembre 2007 fu eletto capogruppo del PD alla Camera dei deputati Antonello Soro, che sostituì Dario Franceschini fino ad allora capogruppo dell'Ulivo, mentre al Senato della Repubblica venne confermata la capogruppo dell'Ulivo Anna Finocchiaro.
Nel mese di novembre si insediarono le Assemblee Costituenti Regionali, che elessero i rispettivi Presidenti e formalizzarono l'elezione dei Segretari Regionali. Sempre a novembre, si insediarono delle Assemblee Provinciali provvisorie (formate dai delegati alle Assemblee Costituenti Regionali e Nazionale territorialmente competenti), ciascuna delle quali scelse il proprio Presidente e un coordinatore provinciale, pure essi pro tempore.
Tra la fine del 2007 e i primi mesi del 2008 avvenne il radicamento territoriale del partito. In ciascun comune vennero richiamate le assemblee degli elettori del 14 ottobre, per costituire i Circoli territoriali del PD. Ciascun Circolo elesse il proprio Coordinamento e i propri delegati per le Assemblee Cittadina (ove nello stesso comune fossero presenti più Circoli territoriali) e Provinciale. Le Assemblee Provinciali e Cittadine così formate elessero nei giorni successivi i rispettivi Presidenti e i Segretari Provinciali e Cittadini. Inoltre all'interno di ciascun Circolo territoriale il Coordinamento elesse il Coordinatore del Circolo (che coincide col Segretario Cittadino nei comuni ove fosse costituito un solo Circolo territoriale).
Nella seconda riunione dell'Assemblea Costituente Nazionale, sabato 16 febbraio 2008 a Roma, vennero approvati lo Statuto, il Manifesto dei Valori e il Codice Etico. Lo statuto prevedeva tra l'altro la possibilità di costituire, accanto ai Circoli territoriali, anche dei Circoli ambientali (nei luoghi di lavoro o di studio) e dei Circoli on line. Venne fissata per l'ottobre 2009 la data della prima convenzione del PD, con il rinnovo di tutte le cariche nazionali e regionali, che successivamente avranno invece mandato quadriennale.

#### Sede e simbolo
Il 9 novembre venne inaugurata la sede nazionale del PD, a Roma in piazza Sant'Anastasia, nei pressi del Circo Massimo.
Il 21 novembre il PD presentò il suo nuovo simbolo tricolore, elaborato dal grafico venticinquenne molisano Nicola Storto. Per Ermete Realacci, responsabile della comunicazione del partito, «il simbolo assume su di sé l'identità nazionale con molta forza. Infatti, i tre colori rispondono a tre tradizioni diverse dell'Italia. Il verde è la tradizione laica e ambientalista, il bianco è il solidarismo cattolico, il rosso è il colore del lavoro e del socialismo. Il risultato è una sintesi molto forte». La definizione e l'idea di partito verde-bianco-rosso nel segno delle anime del PD e della bandiera nazionale venne coniata per la prima volta dal candidato alla segreteria nazionale Jacopo Schettini Gherardini in una lettera aperta pubblicata dal sito del PD il 5 settembre, ed è il titolo della sua candidatura presentata dal primo numero del periodico ufficiale del PD.

### Segreteria Veltroni

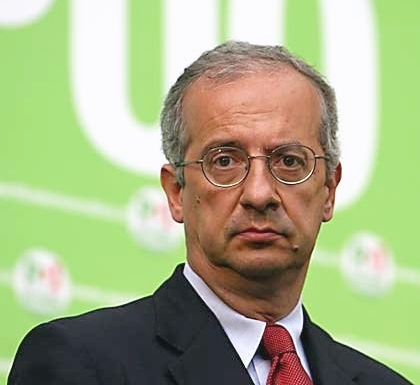
Walter Veltroni

#### Nel Governo Prodi II
Appena sorto, il Partito Democratico assunse immediatamente il ruolo di maggiore forza politica all'interno del secondo Governo Prodi. Il segretario Walter Veltroni intuì rapidamente la necessità di avviare un dialogo con le varie forze politiche per la creazione di importanti riforme, ritenute necessarie per la modernizzazione dello Stato. L'11 novembre Veltroni lanciò una nuova proposta di legge elettorale elaborata dal costituzionalista Salvatore Vassallo, nell'ambito di una riforma che coinvolgesse anche i regolamenti parlamentari e la Costituzione, dando l'appoggio del PD alla proposta di revisione costituzionale al vaglio della Camera dei Deputati.
Nei giorni successivi si assistette alla fine della Casa delle Libertà, coalizione di opposizione: il Governo Prodi II, la cui caduta era stata data per certa al Senato da Silvio Berlusconi agli alleati, tra il 14 e il 15 novembre passò indenne il delicato passaggio della Finanziaria a Palazzo Madama. A seguito di questo fatto, la Lega Nord, l'Unione di Centro e soprattutto Alleanza Nazionale rivolsero pesantissime critiche a Forza Italia e raccolsero l'invito di Veltroni ad approvare insieme alcune riforme istituzionali. A stretto giro, lo stesso Berlusconi abbandonò il rifiuto di ogni dialogo con la maggioranza e si dichiarò disposto a discutere con Veltroni di legge elettorale, annunciando la fine della sua difesa al bipolarismo e il gradimento per il sistema proporzionale.
A fine novembre, dopo il fallimento della spallata della Casa delle Libertà (termine giornalistico per indicare i tentativi di Berlusconi di far cadere il Governo Prodi II), la coalizione di centro-destra sembrò frantumarsi in uno scontro tra Gianfranco Fini e Pier Ferdinando Casini da una parte, e Silvio Berlusconi dall'altra. Ormai rassegnati all'idea che la caduta del governo non fosse imminente, tutti i partiti dell'opposizione accettarono dunque (pur con motivazioni diverse) la proposta di dialogo sulle riforme lanciata con forza da Veltroni e Franceschini.
Il segretario del PD incontrò quindi, in rapida successione, i leader della maggioranza e dell'ex CdL per discutere e cercare di trovare un accordo su una nuova legge elettorale, sulla riforma dei regolamenti parlamentari e della parte II della Costituzione.

#### Caduta del governo e campagna elettorale

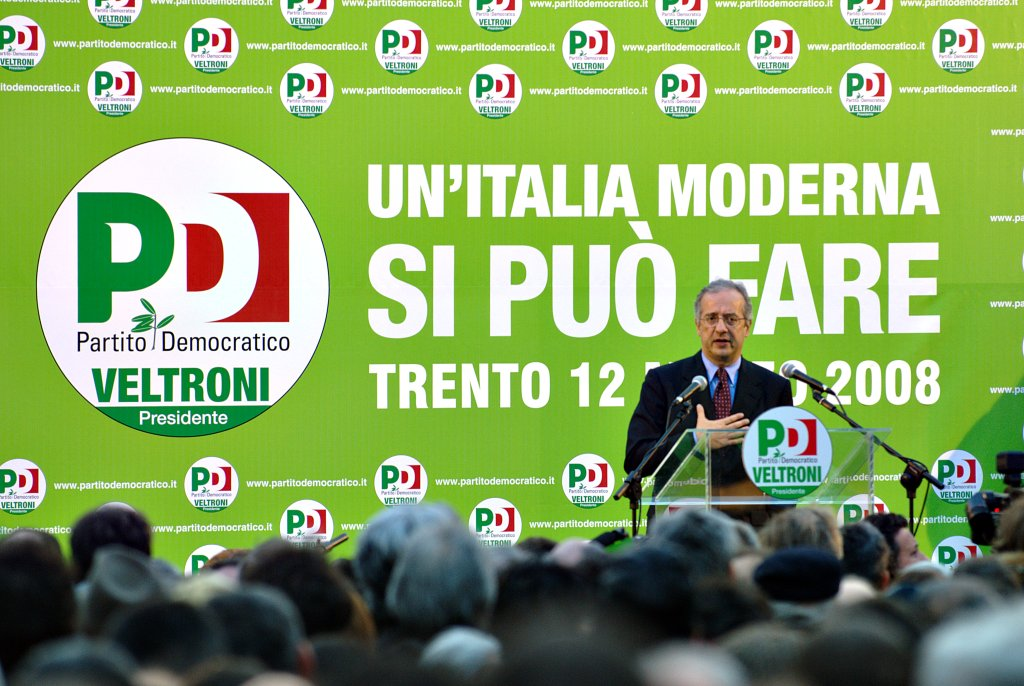
Walter Veltroni a Trento per la campagna elettorale del 2008

La riforma della legge elettorale che si stava delineando mirava alla creazione di un sistema sostanzialmente bipartitico e avrebbe dunque tenuto fuori dal parlamento i partiti più piccoli. Il leader del PD Walter Veltroni, inoltre, dichiarò che quando si sarebbe andati alle elezioni, qualunque legge elettorale fosse stata in vigore, il PD si sarebbe presentato da solo, senza stringere alleanze con nessun altro partito politico in quanto il partito aveva una "vocazione maggioritaria" (circostanza che non si sarebbe poi verificata in quanto alle elezioni del 2008 il PD si alleò con l'Italia dei Valori).
A seguito di questa dichiarazione, raccontò lo stesso Romano Prodi, Clemente Mastella, a capo della piccola formazione dell'UDEUR, temendo di rimanere fuori dal parlamento innescò una crisi di governo. Il 24 gennaio 2008 il Governo Prodi venne così sfiduciato al Senato.
Il PD di Veltroni appoggiò il tentativo di formare un governo attorno a una convergenza fra le forze politiche sulla riforma elettorale, affidato dal Capo dello Stato Giorgio Napolitano al Presidente del Senato Franco Marini. Tuttavia il tentativo non riuscì per la ferma opposizione del centro-destra, ora ricompattato dalla prospettiva di una vittoria elettorale imminente.
Nei giorni successivi allo scioglimento delle Camere, il PD scelse di formare le sue alleanze esclusivamente su base programmatica, il che si risolse con l'esclusione di ogni apparentamento con la Sinistra Arcobaleno e con, invece, la formazione di una coalizione con l'Italia dei Valori di Antonio Di Pietro che inizialmente propose di formare gruppi parlamentari unici dopo le elezioni, ma cambiò in seguito idea. Si giunse anche a un accordo con i Radicali Italiani, che implicò l'inserimento di alcuni loro esponenti nelle liste del PD; nonostante gli sforzi, non si giunse a un accordo con il Partito Socialista Italiano, il quale non accettò di rinunciare al suo simbolo per inserire suoi esponenti nelle liste del PD, presentando così una lista separata indipendente.
Dopo la presentazione delle liste ufficiali dei candidati scoppiò una polemica interna al Partito a causa di alcune esclusioni eccellenti. L'esclusione di Ciriaco De Mita e quella di Giuseppe Lumia, ex Presidente della Commissione Antimafia, furono motivate dall'esigenza di partito di non candidare persone con più di tre legislature. A questa regola generale si sono fatte 32 deroghe per i cosiddetti big del partito, tra cui Walter Veltroni.
Altre polemiche sorsero per la presunta scarsità di candidature femminili con buone possibilità di successo.
Infine i Radicali Italiani hanno sostenuto che Veltroni non abbia dato corso al patto siglato: agli occhi della dirigenza Radicale, infatti, non tutte le nove candidature radicali avrebbero l'elezione garantita e, anche se i nove candidati risultarono poi tutti eletti, la dirigenza radicale sostenne che ciò fu possibile solo grazie all'inaspettata esclusione della Sinistra Arcobaleno dalla ripartizione dei seggi. Gianfranco Pasquino, criticando il trattamento subito dai Radicali, ha dichiarato: «Le liste del Partito Democratico, redatte secondo principi di marketing e di rappresentanza settorializzata, "ma anche", burocratico-partitocratica, sono già di per sé pessime.»

#### Elezioni politiche 2008 e opposizione

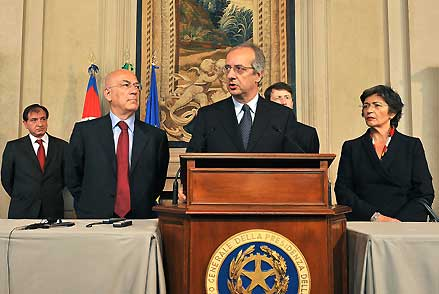
Veltroni (al centro), Antonello Soro (a sinistra) e Anna Finocchiaro (a destra) al Quirinale per le consultazioni post-elettorali del 2008

Alle elezioni politiche del 2008 PD e Italia dei Valori raccolgono complessivamente il 37,55% dei consensi alla Camera, contro il 46,81% della coalizione Il Popolo della Libertà, Lega Nord e Movimento per l'Autonomia guidata da Silvio Berlusconi, e il 38,01% al Senato, contro il 47,32% della coalizione avversaria. Singolarmente il Partito Democratico ha ottenuto rispettivamente il 33,17% e il 33,69% dei suffragi.
Il 16 aprile 2008 viene resa nota una lettera risalente al precedente 23 marzo, giorno di Pasqua, in cui Romano Prodi informava il Segretario Veltroni di voler abbandonare l'incarico di Presidenza dell'Assemblea per fare spazio a una nuova generazione di dirigenti.

#### Crisi interna
Dopo le elezioni regionali sarde del 2009 dove Renato Soru, presidente uscente e uomo di punta del PD, viene sconfitto dal candidato del PdL Ugo Cappellacci, in considerazione di questo e di altri risultati negativi del partito in consultazioni elettorali precedenti e le forti critiche alla sua gestione, Veltroni si dimette dalla carica di Segretario.
Viene riunita sabato 21 febbraio l'Assemblea Nazionale, chiamata a decidere come uscire dal momento di difficoltà e quale strada intraprendere. Si fronteggiano due linee: da una parte chi vuole andare subito a primarie, a cui far seguire un congresso per lanciare una nuova fase del partito, cambiando profondamente le leadership della classe dirigente del Partito e propone alla segreteria temporaneamente Arturo Parisi; dall'altra parte coloro i quali ritengono sia dannoso aprire la fase congressuale in quel momento, data la vicinanza delle elezioni europee, preferendo confermare alla guida del Partito il vicesegretario di Veltroni, Dario Franceschini. Nel frattempo, l'ex Ministro Pier Luigi Bersani rende pubblica la sua intenzione di correre alle future primarie del PD in vista della Convenzione di ottobre 2009, ipotesi in un primo tempo ventilata anche dall'ex candidato alla Segreteria nel 2007 Jacopo Schettini Gherardini. All'Assemblea dei circoli del PD tenutasi nel marzo 2009 è salita alla ribalta, col suo applauditissimo intervento, Debora Serracchiani, segretaria comunale per il partito a Udine.

### Segreteria Franceschini

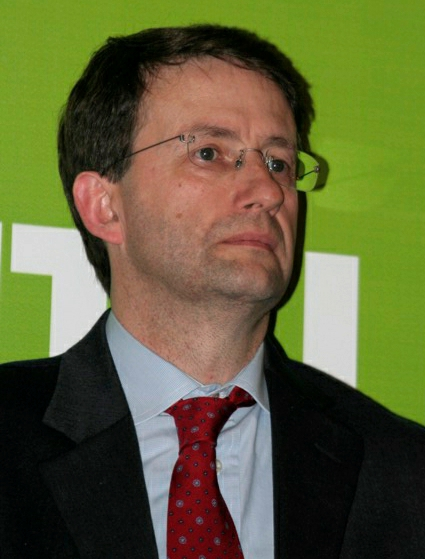
Dario Franceschini

Convocata dopo le dimissioni di Veltroni, l'Assemblea Nazionale presieduta da Anna Finocchiaro, essendo vacante la carica di Presidente del PD, ha eletto, con 1 047 preferenze, Dario Franceschini nuovo Segretario nazionale del Partito, contro i 92 voti raccolti da Arturo Parisi.
Il nuovo Segretario, eletto con il compito di portare il partito alle elezioni europee e al Congresso di autunno, annuncia di volere cominciare una nuova fase nel partito, basata su inedite e giovani personalità, caratterizzata da un'opposizione più ferma al governo (puntando soprattutto sul tema della crisi economica e finanziaria in atto), mettendo da parte i capibastone e coinvolgendo maggiormente amministratori locali e dirigenti territoriali.
Con l'elezione di Franceschini, sono decaduti gli organi direttamente nominati da Veltroni, in primis il governo ombra. Sono stati poi nominati una nuova segreteria e nuovi responsabili per tematiche politiche.

#### Elezioni europee del 2009
La prima importante sfida che il nuovo segretario si trova ad affrontare è quella delle elezioni europee del 2009. Il nodo sulla collocazione europea è stato sciolto ufficialmente solo dopo le votazioni, sebbene Piero Fassino avesse già proposto di formare una federazione con il PSE che abbia dato luogo a un unico gruppo nel Parlamento europeo, il quale contenga tutte le forze progressiste europee.
La campagna del PD si è basata sulla rivendicazione della sua identità europeista; inoltre tiene banco la denuncia del particolare approccio alla consultazione elettorale scelto da Silvio Berlusconi, il quale corre in tutte le circoscrizioni elettorali pur essendo incompatibile per quella carica in quanto deputato alla Camera e Presidente del Consiglio dei ministri, opponendogli candidati che siederanno effettivamente all'Europarlamento in caso di elezione.
Alle elezioni del 2009 il Partito Democratico ha ottenuto il 26,1% dei voti, perdendo circa il 7% dei consensi rispetto alle politiche del 2008 (nel corso delle quali il PD comprendeva anche i Radicali, mentre alle europee del 2009 questi avevano una propria lista che ha raggiunto il 2,4%).

### Segreteria Bersani

#### Primarie del 2009

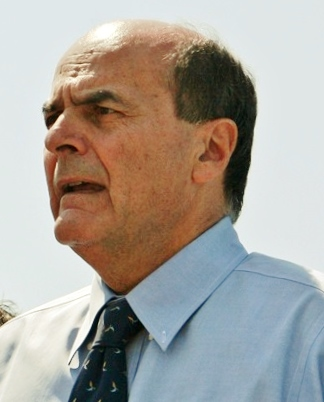
Pier Luigi Bersani

La Direzione Nazionale del partito fissa il nuovo congresso («convenzione» secondo lo statuto del partito) all'11 ottobre del 2009 e le nuove elezioni primarie per il 25 ottobre.
Inizialmente il Segretario uscente Dario Franceschini non si era espresso sulla possibilità di ricandidarsi alla guida del partito, ma il 24 giugno annuncia ufficialmente la sua candidatura per il Congresso e per le primarie.
A sua volta, l'ex Ministro dello Sviluppo Economico Pier Luigi Bersani annunciò la sua candidatura ricevendo l'appoggio di D'Alema.
Il 4 luglio, infine, il chirurgo Ignazio Marino confermò a sua volta di voler correre per la segreteria, sostenuto in prima linea da Giuseppe Civati.
Il 23 luglio il Comitato per il Congresso ufficializzò quattro candidature: quelle di Pier Luigi Bersani, Dario Franceschini, Ignazio Marino e Amerigo Rutigliano. Il 28 luglio, però, proprio quest'ultima candidatura viene respinta dallo stesso Comitato, poiché delle 1 542 firme presentate dal candidato, 500 sono risultate appartenenti a persone non iscritte al PD. Il giorno successivo la Commissione Nazionale per il Congresso annunciò anche che la quota degli iscritti che prendono parte alla prima fase congressuale è di 820 607.
I risultati definitivi dei congressi nei circoli vennero divulgati l'8 ottobre dalla Commissione Nazionale: Pier Luigi Bersani ottenne 255 189 voti pari al 55,13%, seguito da Dario Franceschini con 171 041 voti pari al 36,95% e da Ignazio Marino con 36 674 voti pari al 7,92%.
Tutti e tre i candidati furono quindi ammessi a partecipare alle elezioni primarie del 25 ottobre 2009. Fu confermata in questa occasione un'ampia partecipazione popolare (3 067 821 votanti), che sostanzialmente confermò l'esito della Convention, dando la vittoria a Pier Luigi Bersani.
La nuova assemblea nazionale elesse il 7 novembre 2009 Rosy Bindi come suo presidente, dopo un lungo periodo di vacanza della carica in seguito alle dimissioni di Prodi. Lo stesso giorno furono eletti vicepresidenti dell'Assemblea del partito Ivan Scalfarotto e Marina Sereni e vicesegretario Enrico Letta.

#### Abbandono di Francesco Rutelli
Francesco Rutelli e altri esponenti del PD, già da tempo critici nei confronti di un partito a loro dire mai nato, prendono atto della vittoria di Bersani, ma lasciano il partito. Secondo Rutelli, con Bersani si andrebbe verso un partito democratico di sinistra. (...) la promessa, dunque, non è mantenuta: non c'è un partito nuovo, ma il ceppo del PDS con molti indipendenti di centro-sinistra. Così il 27 ottobre Rutelli annuncia che occorre iniziare un percorso diverso, con persone diverse, e il giorno dopo fonda l'associazione Cambiamento e Buongoverno insieme a Massimo Cacciari, Giuliano da Empoli, Lorenzo Dellai, Linda Lanzillotta, Vilma Mazzocco, Roberto Mazzotta, Andrea Mondello, Bruno Tabacci, Elvio Ubaldi e Giuseppe Vita. Inutile fino all'ultimo il tentativo di D'Alema per una riconciliazione.
Il 17 aprile 2010 anche il MRE di Luciana Sbarbati ha lasciato il PD.

#### Prospettiva di alleanza con l'Unione di Centro
Il leader dell'Unione di Centro, Pier Ferdinando Casini, il 12 dicembre 2009 si è detto disponibile alla costituzione di una coalizione con il Partito Democratico e con l'Italia dei Valori nel caso in cui si verificassero elezioni politiche anticipate. L'obiettivo sarebbe la costruzione di un fronte democratico volto a opporsi alla coalizione PdL-Lega e a difendere i principi costituzionali e le istituzioni repubblicane, che rischierebbero di essere compromesse. Ciò accadde a seguito di una dichiarazione del Presidente del Consiglio Silvio Berlusconi.
La proposta è stata accettata dal segretario Pier Luigi Bersani e ha trovato anche l'adesione del segretario di Rifondazione Comunista, Paolo Ferrero, che potrebbe dare solo l'appoggio esterno alla coalizione PD-UdC.
L'alleanza con i centristi si è realizzata in occasione delle elezioni regionali del 2010 in alcune delle regioni chiamate al voto: in Liguria, Basilicata, Marche e Piemonte. Saltato invece l'accordo nel Lazio, dove Casini ha preferito appoggiare la Polverini per il PdL anziché Emma Bonino, candidata dai Radicali e che ha provocato il 14 gennaio 2010 l'abbandono dei deputati Enzo Carra e Renzo Lusetti. Il 14 febbraio, invece, annuncia la sua adesione all'UdC la deputata Paola Binetti. L'alleanza è stata riproposta dal leader centrista anche nelle settimane successive all'aggressione subita da Berlusconi.
Tale proposta è stata accantonata con la nascita della coalizione Nuovo Polo per l'Italia definita dai giornali come Terzo Polo formata dai partiti di centro e centro-destra Unione di Centro, Futuro e Libertà per l'Italia, Alleanza per l'Italia e Movimento per l'Autonomia.

#### Elezioni amministrative e referendum del 2011
In occasione delle elezioni amministrative del 15-16 maggio 2011, il partito in ventuno dei trenta comuni capoluogo e in sette delle undici province chiamate al voto stipula un accordo elettorale con l'Italia dei Valori e Sinistra Ecologia Libertà, sancito poi nel settembre successivo e accordo della foto di Vasto; si presenta invece staccato da uno o da tutti e due i partiti nei comuni di Napoli, Novara, Rovigo, Pordenone, Grosseto, Cosenza, Crotone, Reggio Calabria e Carbonia, e nelle province di Vercelli, Macerata, Campobasso e Reggio Calabria. Va sottolineato che a Milano e Cagliari decide di sostenere un candidato espressione di Sinistra Ecologia Libertà, in base agli esiti delle primarie di coalizione che hanno decretato la sconfitta del candidato ufficiale del partito, mentre a Salerno il sindaco uscente De Luca decide di continuare a presentarsi solamente con liste civiche e quindi, anche se alla fine la coalizione viene aperta a Sinistra Ecologia Libertà e Partito Socialista Italiano, in accordo con il partito, il simbolo non viene presentato. Tale tornata elettorale segna una netta rivincita della coalizione di centro-sinistra in molte delle città chiamate alle urne; analogo esito nelle province, dove il PD e i suoi alleati registrano la vittoria in sette province su undici.
Ai referendum del 12-13 giugno, il Partito Democratico si dimostra a favore del sì per tutti e quattro i quesiti posti, agendo quindi in sintonia con gli altri partiti di centro-sinistra. Il risultato vede una netta affermazione dei sì, e quindi l'abrogazione di tutte e quattro le norme sottoposte a referendum.

#### Appoggio al governo Monti
L'8 novembre 2011, dopo che la Camera dei deputati aveva approvato con 308 voti a favore il Rendiconto generale dello Stato, il presidente Silvio Berlusconi, prendendo atto del venir meno della maggioranza assoluta della sua coalizione di governo alla Camera, in serata, tenendo un colloquio con il Presidente della Repubblica Giorgio Napolitano, annuncia di rimettere il mandato al Capo dello Stato dopo l'approvazione della legge di stabilità.
Le dimissioni vengono formalizzate il 12 novembre e il giorno successivo Bersani esprime il proprio sostegno nell'eventuale, poi diventato certo, esecutivo guidato dal professor Mario Monti, dicendo che, con la crisi economica in atto, fosse necessario un governo dal forte profilo tecnico volto a ridare slancio all'economia facendo le riforme necessarie.
Nel partito però nascono malumori sull'appoggio al governo tecnico: ai montiani Francesco Boccia, Paolo Gentiloni e Pietro Ichino si contrappongono gli antimontiani Stefano Fassina, Cesare Damiano e Matteo Orfini; una linea equilibrata viene tenuta dai bersaniani Vasco Errani, Rosy Bindi, Anna Finocchiaro ed Enrico Letta. Gli antimontiani hanno comunque sempre assicurato il proprio appoggio a Monti.

#### Elezioni politiche e regionali del 2013

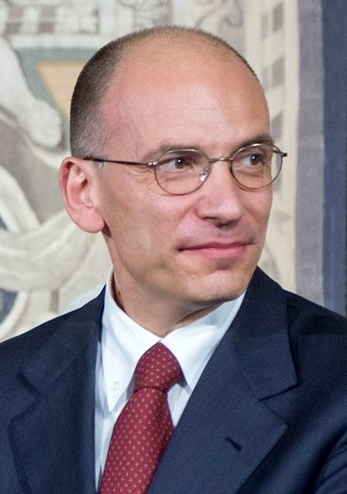
Enrico Letta

Domenica 25 novembre 2012 si sono svolte le elezioni primarie di Italia. Bene Comune per l'individuazione del leader che guiderà la coalizione formata da PD, PSI e SEL alle consultazioni elettorali del 24-25 febbraio 2013. I candidati del PD erano il segretario in carica Bersani, la consigliera regionale veneta Laura Puppato e il sindaco di Firenze Matteo Renzi; hanno partecipato anche Nichi Vendola, presidente della Regione Puglia e presidente di SEL, e Bruno Tabacci, assessore al bilancio del comune di Milano e deputato di Alleanza per l'Italia.
Il primo turno delle primarie si è svolto il 25 novembre 2012 e ha registrato l'affluenza al voto di più di 3 milioni di elettori; Bersani ha ottenuto il primo posto con il 44,9% dei consensi (1 395 096 voti), contro il 35,5% di Renzi (1 104 958), seguono Vendola con il 15,6% (485 689), Puppato al 2,6% (80 628) e Tabacci all'1,4% (43 840). Domenica 2 dicembre si è svolto il ballottaggio tra i due candidati più votati; Bersani ha ottenuto il 60,9% dei voti (1 706 457) contro il 39,1% di Renzi (1 095 925). Pertanto Bersani è stato il candidato premier del centro-sinistra alle elezioni politiche del 2013.
Il 29 e 30 dicembre 2012 il PD ha svolto le primarie per la scelta del 90% dei candidati parlamentari che sono andati a comporre le liste in vista delle elezioni politiche del 2013, mentre il restante 10% (in genere inseriti come capilista) è stato composto da personalità stabilite direttamente dal segretario Pier Luigi Bersani. Hanno partecipato, in quest'occasione, 1,2 milioni di persone. Sempre il 29 dicembre è stato presentato lo slogan della campagna elettorale: L'Italia Giusta.
Alla Camera il PD ha ottenuto il 25,4% dei voti in Italia, che sommati con i voti delle circoscrizioni estere ne fanno il primo partito. Anche al Senato è il primo partito con il 27,4%. Alla Camera la coalizione di centro sinistra ottiene il premio di maggioranza con il 29,6%, mentre al Senato il 31,6% ottenuto non consente di avere un numero di senatori sufficiente a formare un governo. Nel complesso il PD perde quasi 4 milioni di voti rispetto alle precedenti politiche del 2008, quando invece ottenne 12 milioni di consensi. Il 24 e 25 febbraio del 2013 si svolgono anche le consultazioni regionali in Lombardia, nel Lazio, e in Molise per la scelta dei nuovi presidenti di regione: al Nord il candidato sostenuto dal centro-sinistra, Umberto Ambrosoli, perde il confronto elettorale raccogliendo il 38,24% dei consensi, mentre al Centro Nicola Zingaretti del PD diviene il nuovo presidente della regione col 40,65% dei voti, e al Sud Paolo Di Laura Frattura, neo-iscritto del partito, vince con oltre il 44%.

#### Dimissioni di Pier Luigi Bersani e Rosy Bindi
Il 19 aprile 2013, dopo la mancata elezione di Franco Marini e Romano Prodi a Presidente della Repubblica nonostante la loro scelta come candidati ufficiali del partito, Rosy Bindi si dimette con effetto immediato dalla carica di presidente del PD. Poco dopo, anche Pier Luigi Bersani annuncia la propria intenzione di dimettersi da segretario, con effetto a partire dall'elezione del nuovo Capo dello Stato. Il giorno dopo, 20 aprile, Giorgio Napolitano viene rieletto Presidente: le dimissioni di Bersani diventano operative e contemporaneamente si dimette l'intera Segreteria Nazionale.

#### Governo Letta
Dopo le difficoltà incontrate dal mandato esplorativo di Bersani, e le sue successive dimissioni, l'incarico di formare il governo è stato affidato a Enrico Letta, esponente del Partito Democratico, dal presidente della Repubblica Giorgio Napolitano il 24 aprile 2013. Letta riesce a formare in pochi giorni una maggioranza formata dal PD, dal PdL e da Scelta Civica. Il Governo Letta è il 62º della Repubblica Italiana, il primo della XVII legislatura, in carica a partire dal 28 aprile 2013, giorno in cui ha prestato giuramento. La fiducia è stata ottenuta sia alla Camera sia al Senato, rispettivamente il 29 e il 30 aprile.

### Segreteria Epifani

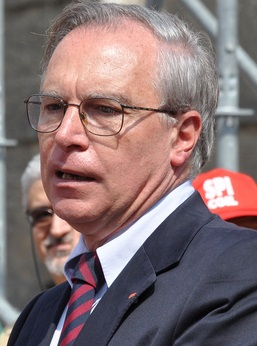
Guglielmo Epifani

In seguito alle dimissioni di Pier Luigi Bersani, l'11 maggio 2013 Guglielmo Epifani viene eletto nuovo segretario dall'assemblea del partito con 458 voti, pari all'85,8% dei voti validi, su 534.

### Prima segreteria Renzi

#### Primarie del 2013
Il 9 luglio 2013 il sindaco di Firenze Matteo Renzi ha confermato in un'intervista a la Repubblica l'intenzione di candidarsi a segretario nazionale del PD. Oltre a chi lo aveva già sostenuto alle primarie del centro-sinistra del 2012 (come Paolo Gentiloni, Roberto Giachetti, Ermete Realacci, il ministro per gli affari regionali Graziano Delrio) e ai "veltroniani", Renzi ha ricevuto il 2 settembre l'appoggio di Dario Franceschini e della sua Area Democratica (Marina Sereni, Piero Fassino, David Sassoli). Hanno firmato inoltre la mozione a sostegno della sua candidatura anche diversi esponenti considerati vicini al premier Enrico Letta, come Gianni Dal Moro, Francesco Sanna, Francesco Boccia, Lorenzo Basso ed Enrico Borghi.
Gianni Cuperlo, deputato ed ex segretario della Federazione Giovanile Comunista Italiana e poi della Sinistra Giovanile, ha annunciato la sua candidatura il 10 maggio 2013. È sostenuto dall'area di ispirazione socialdemocratica: Massimo D'Alema, i cosiddetti "Giovani Turchi" (il ministro Andrea Orlando, Matteo Orfini, e il viceministro all'Economia Stefano Fassina), Cesare Damiano, e il segretario uscente Pier Luigi Bersani con i suoi "bersaniani": Ugo Sposetti, Vannino Chiti, il ministro dello Sviluppo Economico Flavio Zanonato, e il Presidente della Regione Toscana Enrico Rossi. Cuperlo ha inoltre ricevuto l'appoggio di alcuni ex popolari come Franco Marini e Giuseppe Fioroni, e di alcuni "lettiani" come Paola De Micheli e Guglielmo Vaccaro.
Gianni Pittella, europarlamentare e vicepresidente del Parlamento europeo, è stato il primo a lanciare la propria candidatura, l'8 aprile 2013. Ha ricevuto il sostegno di Giorgio Benvenuto, Mercedes Bresso, e Fabio Porta.
Giuseppe Civati, deputato ed ex consigliere regionale in Lombardia, che aveva già annunciato nel novembre 2012 sul suo blog l'intenzione di candidarsi alla guida del partito, ha lanciato ufficialmente la propria candidatura a segretario in un'iniziativa politica organizzata a Reggio Emilia il 5-6-7 luglio 2013. Tra i suoi sostenitori ci sono Walter Tocci, Felice Casson, Corradino Mineo e Laura Puppato.
Con il 67,55% dei voti, l'8 dicembre vince le consultazioni primarie il sindaco fiorentino Matteo Renzi, proclamato segretario nazionale il successivo 15 dicembre dalla nuova Assemblea eletta del Partito Democratico. La nuova assemblea nazionale elesse, sempre lo stesso giorno, Gianni Cuperlo come suo presidente, dopo un periodo di vacanza della carica in seguito alle dimissioni di Rosy Bindi. Ancora il 15 dicembre 2013 sono stati eletti vicepresidenti dell'Assemblea del partito Matteo Ricci e Sandra Zampa, mentre il 28 marzo 2014 sono stati nominati vicesegretari Lorenzo Guerini e Debora Serracchiani.
Il 21 gennaio 2014 il presidente del PD Gianni Cuperlo annuncia le sue dimissioni, dopo essere entrato in contrasto con il segretario Matteo Renzi riguardo alla discussione sulla riforma della legge elettorale.

##### Adesione al Partito Socialista Europeo
Il 27 febbraio 2014 il Partito Democratico, dopo anni di discussione, decide il suo ingresso ufficiale nel Partito del Socialismo Europeo. La decisione è stata presa dal direttivo del partito con 121 sì, 1 solo no, e 2 astenuti (su un totale di 125 presenti). L'entrata dei democratici nei socialisti europei era uno dei punti presenti nel programma elettorale di Matteo Renzi nelle primarie per la corsa alla segreteria del partito.

#### Governo Renzi

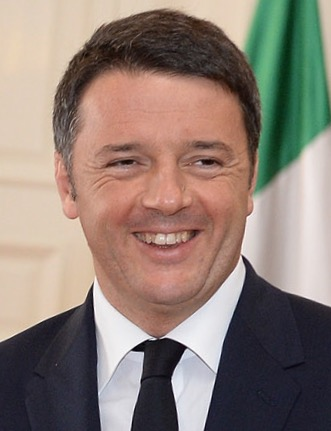
Matteo Renzi

Il 13 febbraio 2014 il premier Enrico Letta viene sfiduciato da una mozione di Matteo Renzi nella Direzione Nazionale del Partito Democratico, con un documento in cui si chiedeva un cambio dell'esecutivo; Letta si dimette il giorno dopo. Il 17 febbraio seguente, Renzi riceve quindi l'incarico dal presidente della Repubblica Giorgio Napolitano di formare un nuovo "governo di larghe intese": dopo aver sciolto la riserva, il 21 febbraio il segretario del PD presenta i ministri del nuovo esecutivo da lui presieduto, giurando il giorno successivo dinanzi al presidente della Repubblica presso il Quirinale. La squadra è composta da esponenti di diversa provenienza politica, dal Nuovo Centrodestra a Scelta Civica, oltre che da alcuni indipendenti e da altri partiti minori. Il Governo Renzi è il 63º della Repubblica Italiana, il secondo della XVII legislatura.

#### Elezioni regionali ed europee del 2014
Il 16 febbraio e il 25 maggio del 2014 si tengono le consultazioni regionali in Sardegna, in Piemonte e in Abruzzo. Queste hanno un esito positivo per i candidati del Partito Democratico, rispettivamente Francesco Pigliaru, Sergio Chiamparino e Luciano D'Alfonso, tutti e tre eletti nuovi presidenti di regione con il 42,45%, 47,09% e il 46,26% delle preferenze.
Il 25 maggio dello stesso anno si tengono anche le elezioni europee, che similmente alle regionali hanno un esito positivo per il PD. Il partito raggiunge il 40,81% dei consensi pari a 11 172 861 elettori, guadagnando 2 557 197 voti rispetto alle politiche del 2013 e 10 nuovi seggi al parlamento europeo, che si aggiungono ai 21 già presenti e gli permettono di diventare la prima rappresentanza numerica all'interno del PSE e dell'intera assemblea; il Partito Democratico stacca di quasi venti punti il secondo competitore italiano, il Movimento 5 Stelle, ottenendo il miglior risultato di sempre in fatto di percentuale e il secondo in fatto di numero di voti, non superando in senso assoluto gli elettori delle politiche del 2008. La soglia del 40% di voti, se non si tiene conto della differente e significativa astensione, era finora stata raggiunta in Italia dalla sola Democrazia Cristiana, nelle politiche del 1948, del 1953 e del 1958, e mai da un partito di sinistra o centro-sinistra; in quest'area, il risultato del Partito Democratico supera, ma solo in termini percentuali e non in termini di voti reali, anche i precedenti del Partito Comunista Italiano, alle politiche del 1976 con 12 616 650 elettori, e alle europee del 1984 (nell'unico anno del "sorpasso" del PCI sulla DC) con 11 714 428 voti. A livello europeo il PD è il primo partito europeo per voti reali espressi (seguito sempre dalla CDU/CSU che raggiunge i 10 404 287 voti totali), il primo partito di centrosinistra europeo per voti (seguito dalla SPD tedesca con 7 999 995 voti) e il secondo per numero di eletti (primo se si considera soltanto la CDU che esprime 29 eurodeputati senza tener conto dell'equivalente bavarese CSU che ne esprime 5 considerati convenzionalmente come unico partito, sicuramente il PD è il primo partito in termini di rappresentanza in relazione alla proporzionalità demografica e le relative quote di eletti spettante a ogni singolo Stato membro esprimendo 31 eurodeputati sui 73 spettanti all'Italia rispetto ai 34 della CDU-CSU sui 99 della Germania).
Il 23 novembre invece si è votato per il rinnovo del consiglio regionale in Emilia-Romagna e in Calabria. In entrambe le regioni ha vinto il centrosinistra; nella prima Stefano Bonaccini si è imposto sul leghista Fabbri col 49% (lista PD con il 44%), nella seconda il democratico Mario Oliverio ha battuto la sfidante forzista Wanda Ferro con il 61% dei voti (lista PD con il 23%).

#### Elezioni regionali e amministrative del 2015
A gennaio 2015 in Liguria si sono svolte le primarie per eleggere il candidato presidente del centrosinistra alle regionali del 31 maggio. A vincere è stata Raffaella Paita (52%), ma Sergio Cofferati, secondo arrivato col 46%, esce dal PD denunciando gravi brogli durante la consultazione. Poco dopo lascia il PD anche il deputato Luca Pastorino, già sindaco di Bogliasco, che diventa poi il candidato alla presidenza della regione ligure di una coalizione composta da SEL, PRC e altre liste di sinistra.
In aprile aderiscono al gruppo parlamentare del PD tre deputati ex 5 Stelle, dapprima Tommaso Currò e Alessio Tacconi, e quindi Gessica Rostellato.
Il 2 maggio 2015 Guglielmo Vaccaro lascia il partito per divergenze sulla candidatura di Vincenzo De Luca alla presidenza della Campania.
Il 6 maggio 2015 anche Giuseppe Civati, dopo molti mesi di disaccordo con il governo Renzi, lascia il PD in seguito accentuato all'approvazione della legge elettorale Italicum.
Il 31 maggio si sono svolte le elezioni regionali in sette regioni e comunali in varie città. Per quanto riguarda le regionali risultati sono stati i seguenti:
- In Liguria Raffaella Paita col 27,8% (PD al 24%) non è riuscita a vincere. Dopo 10 anni di governo di centrosinistra la regione è passata in mano al centrodestra che aveva candidato Giovanni Toti.
- In Veneto Alessandra Moretti ha ottenuto il 22,7% contro il 50,1% del presidente uscente della Lega Nord Luca Zaia. Il partito ha subito un vero e proprio tracollo attestandosi attorno al 17%.
- In Toscana Enrico Rossi, appoggiato solo dal PD e da altri partiti minori di centrosinistra, si è fortemente imposto sugli altri candidati avendo ottenuto oltre il 48% dei voti. I democratici sono riusciti ad arrivare al 46%.
- In Umbria Catiuscia Marini è stata confermata presidente. Tuttavia ha perso molti voti rispetto al 2010: Infatti ha preso il 42,8% dei suffragi contro il 57% di cinque anni prima. Il PD ha invece ottenuto il 35% circa.
- In Campania Vincenzo De Luca è riuscito a ottenere il primo posto tra i candidati. Ha raggiunto infatti il 41,1% contro il 38,4% del principale sfidante Stefano Caldoro. Il PD col 19% è il primo partito in regione seguito da Forza Italia al 17,8% e dal Movimento 5 Stelle al 17%[129].
- Nelle Marche Luca Ceriscioli è diventato presidente di regione avendo ottenuto il 41%. Il Partito Democratico ha ottenuto il 36%.
- In Puglia il segretario regionale del PD Michele Emiliano è riuscito facilmente ad arrivare alla carica di presidente poiché il centrodestra si è presentato diviso e la coalizione del centrosinistra è arrivata oltre il 47% dei voti.

Per quanto riguarda le amministrative il PD ha perso capoluoghi come Venezia e Matera.
Il 24 giugno anche i deputati Stefano Fassina, viceministro dell'Economia del governo Letta ed ex responsabile economico del partito, e Monica Gregori lasciano il partito, soprattutto per le divergenze sul disegno di legge di riforma scolastica.
Il 28 ottobre 2015 il senatore Corradino Mineo, già in dissenso da tempo con il partito, avendo votato contro le indicazioni del partito su Jobs Act, riforma scolastica, Italicum, Rai e, per ultimo, il DDL Boschi della Riforma della Costituzione, lascia ufficialmente il partito.
Il 4 novembre 2015, invece, lasciano i deputati bersaniani Alfredo D'Attorre, Carlo Galli e Vincenzo Folino, lamentando la totale mancanza di dialettica all'interno del partito. Il 26 novembre lascia il partito anche la deputata Giovanna Martelli.
Nel mese di novembre 2015 si è conclusa la procedura di concordato preventivo del quotidiano l'Unità, organo di stampa del partito, per circa 125 milioni di euro. La Presidenza del Consiglio, dopo aver tentato senza successo di rivalersi sul patrimonio immobiliare dei Democratici di Sinistra, ha versato 107 milioni di euro alle banche creditrici, in base alla legge 11 luglio 1998, n. 224, proposta dal governo Prodi, che ha introdotto la garanzia statale sull'esposizione dei giornali di partito

#### Elezioni amministrative del 2016
Il 5 e il 19 giugno 2016 si svolgono le elezioni amministrative del 2016 dove vanno a votare 26 comuni capoluogo tra cui Roma, Milano, Napoli, Torino, Bologna, Trieste e Cagliari.
- A Roma il PD candida il vicepresidente della Camera Roberto Giachetti che al primo turno arriva secondo col 24,78%, e al ballottaggio perde contro la candidata del M5S, Virginia Raggi, prendendo il 32,74%
- A Milano il PD si allea con Sinistra Italiana e candida l'ex Commissario di Expo Giuseppe Sala che vince il primo turno con il 41,7% con circa un punto di vantaggio sul candidato del Centrodestra Stefano Parisi. Al ballottaggio Sala vince con il 51,7% dei voti;
- A Napoli il PD si allea con Area Popolare e ALA e candida la deputata Valeria Valente che non riesce a entrare al ballottaggio, arrivando terza con il 21,13%;
- A Torino il PD candida il sindaco uscente Piero Fassino che vince il primo turno con il 41,8% ma perde il ballottaggio contro la candidata del M5S, Chiara Appendino, prendendo solo il 45,44%;
- A Bologna il PD candida il sindaco uscente Virginio Merola che vince il primo turno con il 39,46% con circa venti punti di vantaggio sulla candidata del Centrodestra Lucia Borgonzoni. Al ballottaggio Merola vince con il 54,64%;
- A Trieste il PD si allea con Sinistra Italiana e candida il sindaco uscente Roberto Cosolini che al primo turno arriva secondo con il 29,21% e al ballottaggio perde contro il candidato del Centrodestra, l'ex sindaco, Roberto Dipiazza, prendendo il 47,37%.
- A Cagliari il PD si allea con Sinistra Italiana e Rifondazione Comunista e candida il sindaco uscente Massimo Zedda che vince al primo turno con il 50,86%.

#### Referendum costituzionale del 2016

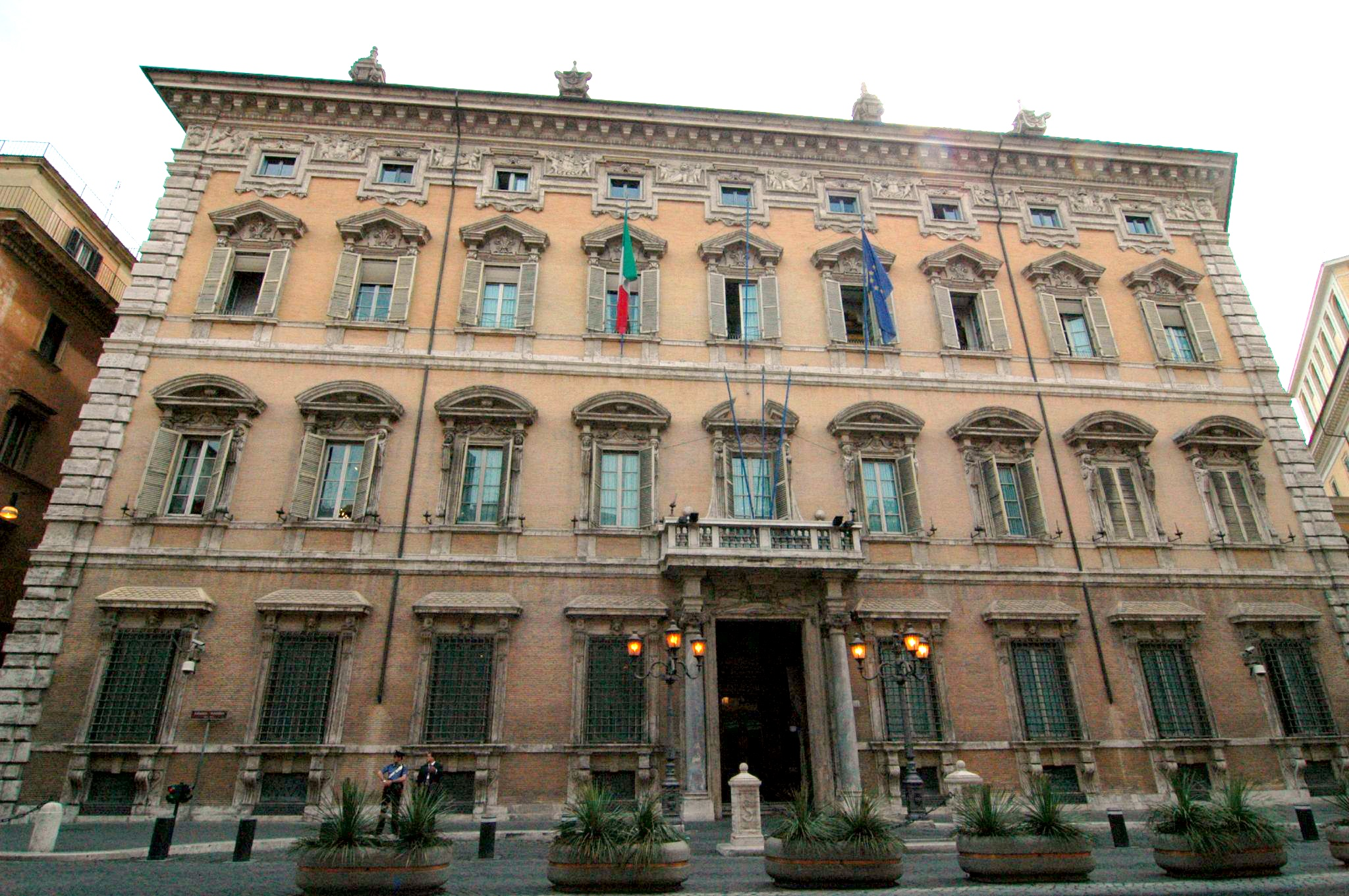
Palazzo Madama, sede del Senato

Il Governo Renzi si fece promotore di una riforma costituzionale che prevedeva, tra le altre, la riforma e diminuzione dei membri del Senato, la soppressione del CNEL e il superamento del bicameralismo perfetto. La riforma ricevette numerose critiche da molte forze dell'opposizione (Movimento 5 Stelle, Forza Italia, Lega Nord, Sinistra Italiana, Fratelli d'Italia).
Favorevoli alla riforma oltre alla maggioranza del Partito Democratico e ai vari gruppi centristi di governo si schierano Confindustria, CISL e Coldiretti, mentre contro l'ANPI, la CGIL e Magistratura democratica. Anche molti costituzionalisti come Gustavo Zagrebelsky e Valerio Onida si schierano per il NO, mentre il Presidente emerito della Repubblica Italiana Giorgio Napolitano si schiera a favore della riforma. La minoranza guidata da Bersani e D'Alema si schierò per il NO. Le uniche aree della minoranza PD a votare a favore della riforma furono quelle che fanno riferimento a Gianni Cuperlo ed Enrico Rossi.
Il 4 dicembre 2016 si tiene il Referendum costituzionale che vede una partecipazione di circa il 65% degli italiani e una vittoria del NO con il 59% contro il 41% degli elettori favorevoli.

#### Dimissioni del governo Renzi e nuovo governo Gentiloni

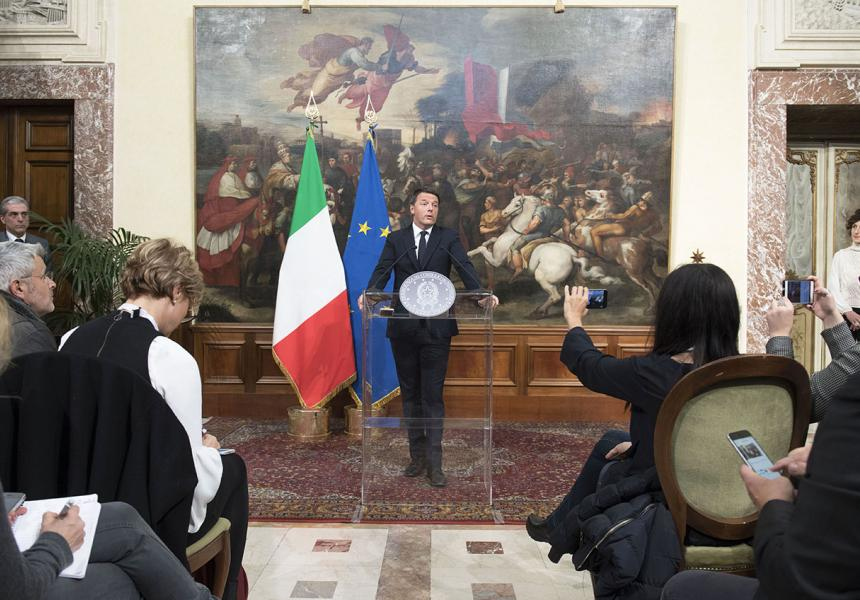
Matteo Renzi annuncia le proprie dimissioni

La notte tra il 4 e il 5 dicembre 2016, preso atto della sconfitta nel referendum, Matteo Renzi conferma le proprie dimissioni da presidente del Consiglio, cosa che aveva più volte dichiarato durante la campagna elettorale in caso di sconfitta. Renzi sale al Quirinale per un incontro con il presidente Mattarella, il quale chiede a Renzi di formalizzare le dimissioni dopo l'approvazione del Senato alla legge di Bilancio. Il 7 dicembre il Senato approva la legge di Bilancio con 166 sì, 70 no e 1 astenuto, dopodiché Renzi sale nuovamente al Quirinale dove rassegna le proprie dimissioni e quelle del governo da lui presieduto, rimanendo in carica per il disbrigo degli affari correnti.

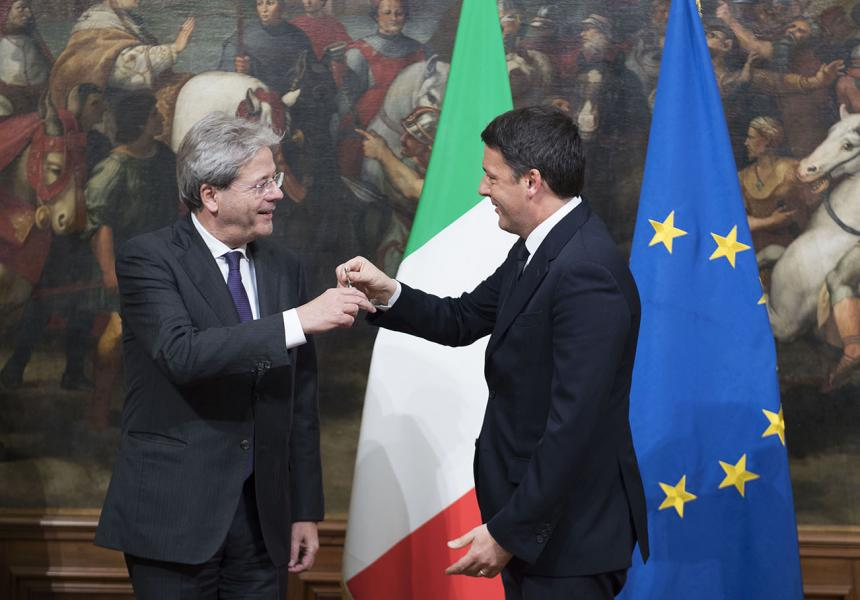
Paolo Gentiloni riceve la campanella da Matteo Renzi, suo predecessore, durante il passaggio di testimone

In seguito a numerose consultazioni con i vari partiti, il Presidente Mattarella incarica Paolo Gentiloni, già ministro degli affari esteri del Governo Renzi, di formare un nuovo governo. Gentiloni scioglie positivamente la consueta riserva e accetta l'incarico. Nasce, così, il governo Gentiloni. Nel nuovo governo ci sono sei cambi di dicastero, Marco Minniti diventa Ministro dell'Interno, Anna Finocchiaro diventa Ministro dei Rapporti con il Parlamento, Valeria Fedeli diventa Ministro dell'Istruzione, Luca Lotti diventa Ministro dello Sport e Claudio De Vincenti diventa Ministro della Coesione Territoriale e Mezzogiorno.
Il Governo Gentiloni ha subito una variazione alla compagine di maggioranza rispetto al precedente governo, infatti Scelta Civica e ALA non fanno parte della maggioranza. Nonostante ciò, il nuovo esecutivo ha ottenuto la fiducia alla Camera con 368 sì e 105 no, mentre al Senato ha ottenuto 169 sì e 99 no.
Tra i primi atti del nuovo governo vi sono la riapertura dell'ambasciata italiana a Tripoli, l'aggiornamento dei LEA e la firma di un accordo con il presidente libico Fayez al-Sarraj con lo scopo di ridurre l'arrivo in Italia di ulteriori flussi migratori provenienti dall'Africa settentrionale, oltre alla riforma della Protezione Civile.

### Seconda segreteria Renzi

#### Primarie del 2017
Il 19 febbraio 2017, dopo mesi di polemiche rivolte a lui dalla minoranza del partito, Matteo Renzi rassegna le proprie dimissioni anche da segretario del PD aprendo così la fase congressuale e il Presidente del partito Matteo Orfini viene così nominato reggente ad interim.
Il 20 febbraio 2017 si consuma lo strappo della minoranza del PD, avversaria del segretario dimissionario Matteo Renzi. Dopo un lungo periodo di scontri e accuse un gruppo di dirigenti e parlamentari, guidati da Pier Luigi Bersani, Enrico Rossi e Roberto Speranza, escono dal PD e fondano Articolo 1 - Movimento Democratico e Progressista, mentre Michele Emiliano, presidente della Puglia e fino all'ultimo in linea con gli scissionisti, decide di restare e sfidare Renzi per la conquista della segreteria del PD. Successivamente anche il ministro della giustizia Andrea Orlando si candida alla segreteria del partito.
Il 30 aprile 2017 Matteo Renzi vince le primarie con il 69,17% dei voti. L'assemblea del partito lo proclama segretario pochi giorni dopo.

#### Elezioni politiche del 2018 e dimissioni di Matteo Renzi

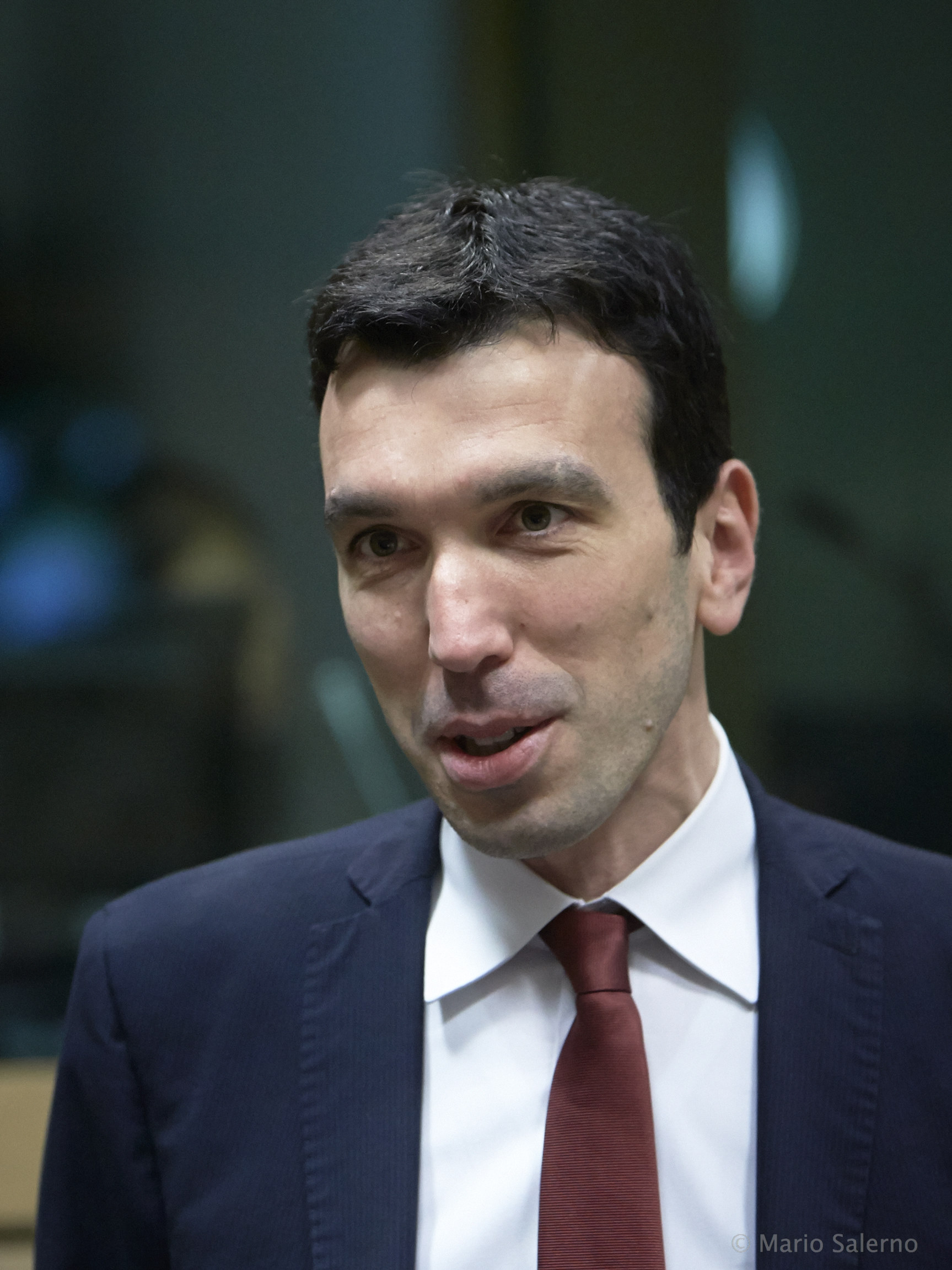
Maurizio Martina

Alle elezioni politiche del 4 marzo 2018 si assiste a una forte flessione nei voti per il Partito Democratico, che ha riscosso il peggior risultato della sua storia attestandosi su un consenso di circa il 19% sia per la Camera sia per il Senato. A seguito dell'esito deludente, il segretario Matteo Renzi ha annunciato per la seconda volta le proprie dimissioni. Le dimissioni vengono formalizzate il 12 marzo 2018 davanti alla Direzione Nazionale del partito, che nomina Maurizio Martina segretario ad interim.

### Segreteria Martina
All'Assemblea Nazionale del 7 luglio 2018 il segretario reggente Maurizio Martina si candida come segretario e viene eletto seduta stante, con il compito di guidare la fase congressuale straordinaria aperta dal suo stesso intervento. Il 17 novembre 2018 Martina si dimette e il presidente Orfini scioglie l'Assemblea dando così inizio alla fase congressuale tenutasi a marzo 2019.

### Segreteria Zingaretti

#### Primarie del 2019

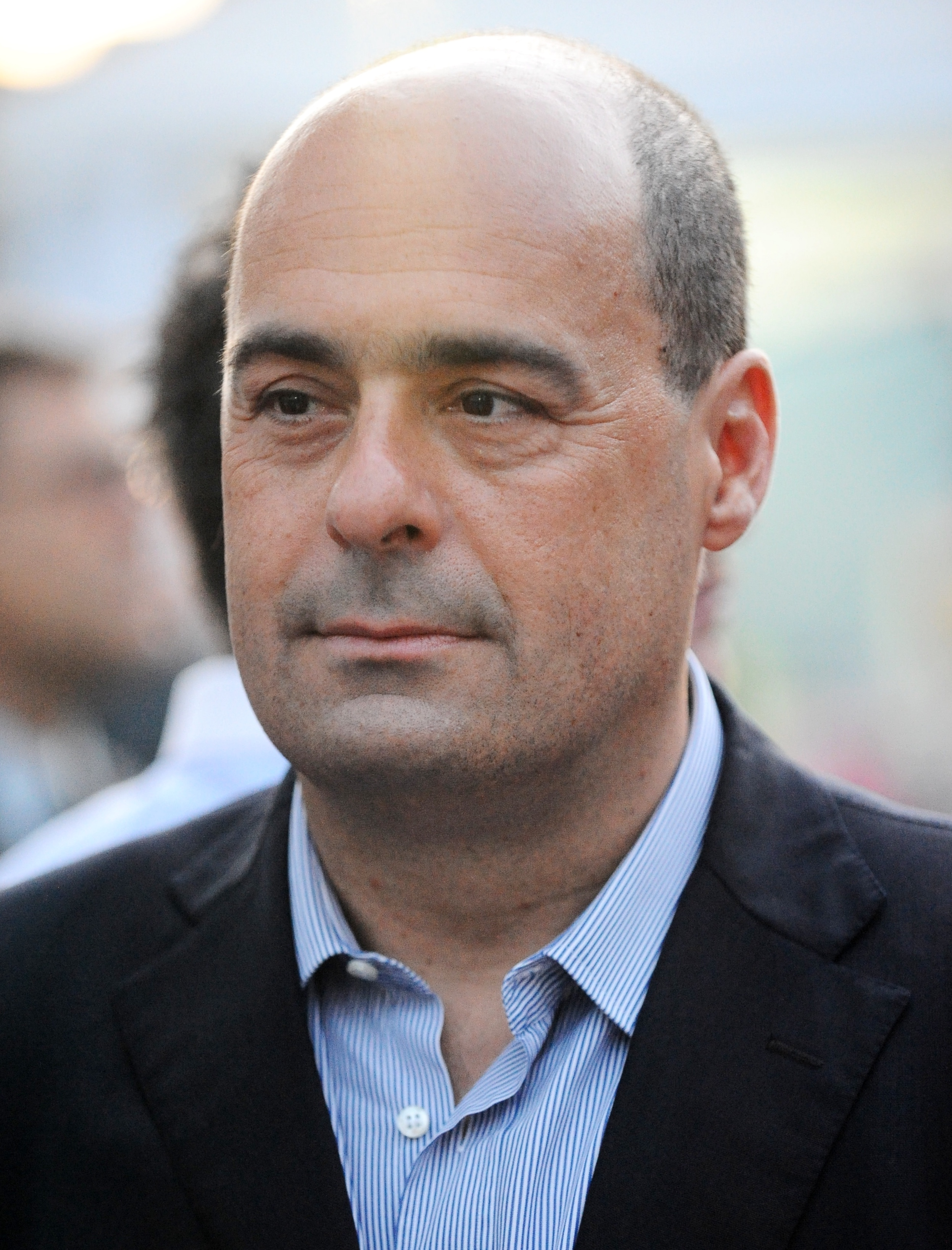
Nicola Zingaretti

In seguito all'apertura della fase congressuale, vengono registrate sei candidature:
- Nicola Zingaretti, presidente della Regione Lazio;
- Maurizio Martina, segretario uscente e deputato;
- Roberto Giachetti, deputato ed ex vice-presidente della Camera dei Deputati;
- Francesco Boccia, deputato;
- Maria Saladino;
- Dario Corallo, componente della Direzione nazionale dei Giovani Democratici.

In seguito al voto tra gli iscritti risultano ammessi alle primarie Nicola Zingaretti (47,38% dei voti), Maurizio Martina (36,10% dei voti) e Roberto Giachetti (11,13% dei voti); risultano invece esclusi Boccia (che annuncia il suo appoggio a Zingaretti), Saladino (che annuncia il suo appoggio a Martina) e Corallo.
Le elezioni primarie si tengono il 3 marzo 2019 e vedono la partecipazione di 1 582 083 persone: risulta vincitore Nicola Zingaretti con il 66% dei voti e 653 seggi nell'Assemblea Nazionale. Il 16 marzo 2019 l'Assemblea Nazionale proclama Zingaretti nuovo segretario, eleggendo altresì Paolo Gentiloni Silveri alla presidenza del partito; vengono invece elette vicepresidenti Debora Serracchiani e Anna Ascani. Viene inoltre eletta una nuova Direzione nazionale, che include esponenti non iscritti al partito (come Marco Furfaro e Maria Pia Pizzolante).

#### Elezioni europee del 2019
Il 30 marzo 2019 Zingaretti presenta il simbolo della lista PD alle elezioni europee del 2019, che include il logo del movimento Siamo Europei dell'ex ministro Carlo Calenda che pone come obiettivo la costruzione di una lista europeista e riformista unitaria in alternativa al blocco sovranista composto da Lega e Fratelli d'Italia, e a quello populista del Movimento 5 Stelle. Il 10 aprile viene resa nota la lista dei candidati della lista di centro-sinistra, che includono diversi esponenti non iscritti al partito (come i magistrati Franco Roberti e Caterina Chinnici), esponenti di Articolo Uno e Democrazia Solidale (Massimo Paolucci, Maria Cecilia Guerra e Pietro Bartolo), indipendenti di sinistra ed ex Campo Progressista (Giuliano Pisapia, Massimiliano Smeriglio). Fallisce invece il tentato accordo con +Europa e il Partito Socialista Italiano.
Il 17 aprile 2019 Zingaretti indica come vice-segretari del partito Andrea Orlando e Paola de Micheli.
Alle elezioni europee il PD risulta essere il secondo partito più votato in Italia con oltre 6 milioni di voti e il più votato dagli italiani residenti all'estero.

#### Governo Conte II

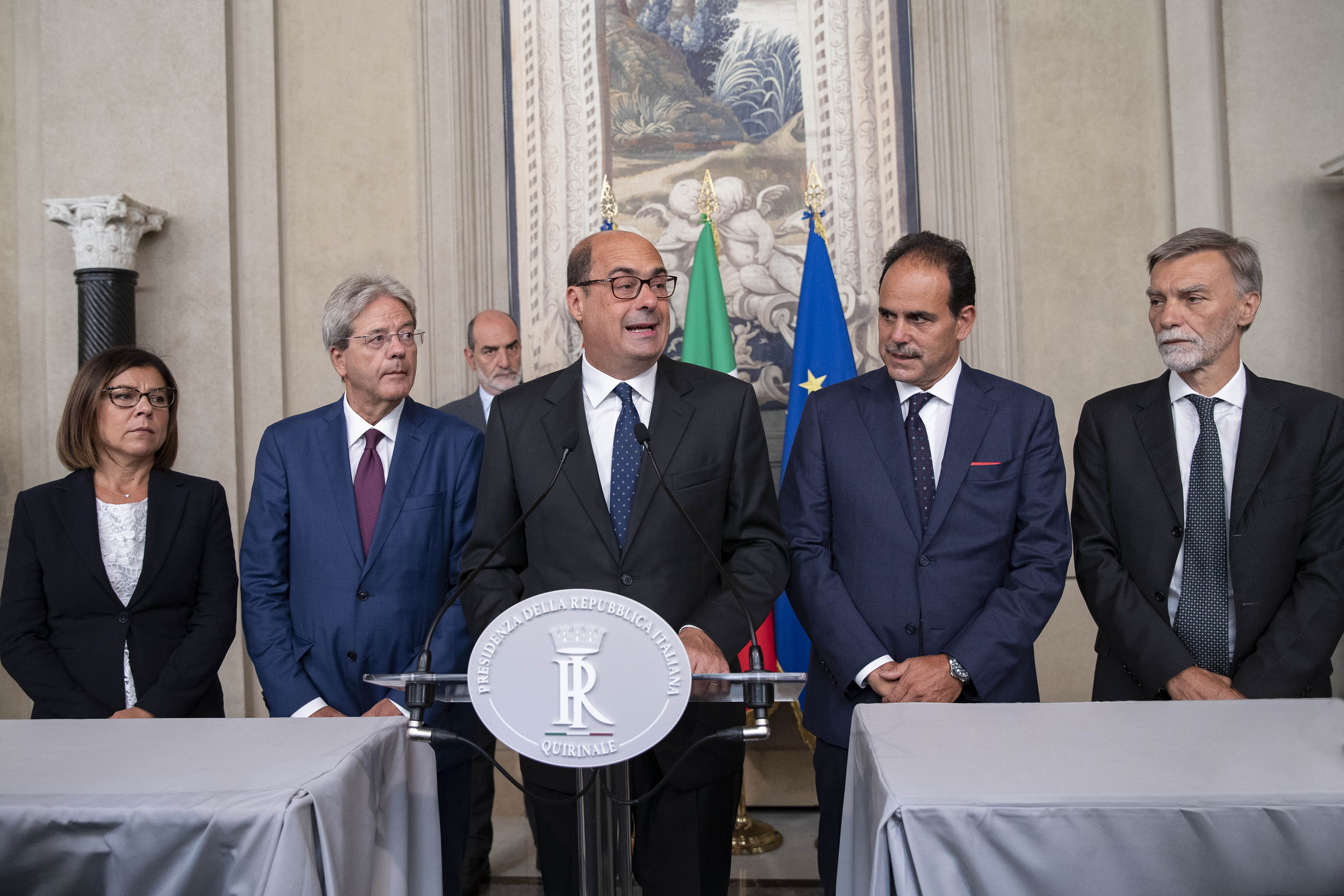
Paola De Micheli, Paolo Gentiloni, Nicola Zingaretti, Andrea Marcucci e Graziano Delrio alle consultazioni del 2019

Nell'agosto 2019, il vicepremier Matteo Salvini annunciò una mozione di sfiducia nei confronti del Presidente del Consiglio Conte, dopo aver aumentato le tensioni all'interno della maggioranza. La mossa di Salvini giunse subito dopo un voto al Senato in merito allo stato di avanzamento della ferrovia ad alta velocità Torino-Lione (TAV), in cui la Lega votò contro un tentativo del M5S di bloccare i lavori di costruzione. Molti analisti politici ritengono che la mozione di sfiducia sia stato un tentativo di forzare elezioni anticipate per migliorare la posizione della Lega in Parlamento, assicurando a Salvini di divenire il prossimo Presidente del Consiglio. Il 20 agosto, a seguito del dibattito parlamentare in cui Conte accusò duramente Salvini di essere un opportunista politico e di aver "scatenato la crisi politica solo per servire il suo interesse personale" il Presidente del Consiglio rassegnò le proprie dimissioni al Presidente della Repubblica Sergio Mattarella.
Il 21 agosto Mattarella avviò le consultazioni con tutti i gruppi parlamentari. Lo stesso giorno, la direzione nazionale del PD si aprì ufficialmente a un governo con il Movimento 5 Stelle, basato su europeismo, economia verde, sviluppo sostenibile, lotta contro la disuguaglianza economica e una nuova politica sull'immigrazione. Tuttavia i colloqui con il presidente Mattarella portarono a un risultato poco chiaro, quindi Mattarella annunciò un secondo giro di consultazioni per il 27 o 28 agosto.
Nei giorni precedenti al secondo giro di consultazioni sorse una diatriba tra PD e M5S, mentre Liberi e Uguali (LeU) annunciava il suo sostegno a un governo M5S-PD. Il 28 agosto, il leader del PD Nicola Zingaretti annunciò al Palazzo del Quirinale la sua posizione favorevole alla formazione di un nuovo governo con il M5S, con Giuseppe Conte come premier. Lo stesso giorno, Mattarella convocò Conte al Palazzo del Quirinale per il 29 agosto per dargli il compito di formare un nuovo governo.
Il 1º settembre il fondatore del M5S Beppe Grillo sostenne fortemente un'alleanza con il PD, descrivendola come «un'occasione unica» per riformare il Paese. Il 3 settembre i membri del Movimento 5 Stelle votarono sulla cosiddetta «piattaforma Rousseau» a favore di un accordo con i dem, sotto la presidenza di Giuseppe Conte, con oltre il 79% di voti positivi su quasi 80 000 elettori.
Il 9 settembre la Camera dei deputati ha concesso la fiducia al Governo Conte II con 343 voti a favore, 263 contrari e 3 astensioni. Il giorno seguente la discussione sul voto di fiducia viene effettuata al Senato con 169 voti favorevoli, 133 contrari e 5 astenuti.

#### Scissione di Italia Viva
Il 17 settembre 2019, durante un'intervista al quotidiano la Repubblica, Matteo Renzi annuncia la sua intenzione di lasciare il PD e creare un nuovo gruppo parlamentari guidato da lui stesso. Lo stesso giorno, intervistato da Bruno Vespa a Porta a Porta su Rai 1, annuncia ufficialmente Italia Viva. Nell'intervista conferma il sostegno al governo Conte II. Renzi viene seguito da 24 deputati e 12 senatori, tra cui Maria Elena Boschi e Roberto Giachetti, che hanno lasciato il PD per unirsi al suo movimento. Altri due senatori, Donatella Conzatti e Gelsomina Vono, si sono uniti a Italia Viva lasciando rispettivamente Forza Italia (FI) e Movimento 5 Stelle, mentre si è unito un deputato, Gabriele Toccafondi dal Civica Popolare (CP). Due ministre del governo Conte II, Teresa Bellanova ed Elena Bonetti, che erano già considerate molto vicine a Renzi, si sono unite a Italia Viva.
Successivamente all'uscita dei renziani aderiscono al PD i deputati Beatrice Lorenzin, (proveniente da Civica Popolare), Serse Soverini (proveniente da Italia in Comune) e l'ex presidente della Camera Laura Boldrini (proveniente da Liberi e Uguali). Il 20 ottobre 2019 l'europarlamentare del PD Nicola Danti, subentrato il 5 settembre a Roberto Gualtieri nominato ministro dell'economia e delle finanze nel governo Conte II, lascia il partito e aderisce a Italia Viva.
Nel novembre 2019 il PD effettua numerose modifiche al proprio statuto: viene posto termine all'automatismo tra la carica di segretario e quella di candidato premier, la Convenzione Nazionale è ribattezzata Congresso Nazionale, viene modificata la composizione della Direzione Nazionale e l'antifascismo è incluso tra i valori fondamentali del partito. Le modifiche vengono approvate dall'Assemblea Nazionale con 566 sì,1 no e 5 astenuti.

#### Crisi del Governo Conte II e appoggio al Governo Draghi
A seguito delle dimissioni delle ministre di Italia Viva e l'apertura della crisi di governo il 13 gennaio 2021, il Partito Democratico vota a favore della fiducia alla Camera e al Senato rispettivamente il 18 e il 19 gennaio. Mentre a Montecitorio il governo si vede confermata la maggioranza assoluta con 321 voti favorevoli, 259 contrari e 27 astenuti (i deputati di Italia Viva), a Palazzo Madama, la fiducia viene confermata con la maggioranza relativa di 156 voti favorevoli, 140 contrari e 16 astenuti (i senatori di Italia Viva).
A seguito di un tentativo non riuscito di ricostruire la maggioranza sostituendo i senatori di Italia Viva con altri di formazioni minori (i cosiddetti "responsabili"), il presidente del Consiglio Conte rassegna le sue dimissioni il 26 gennaio. Dopo le consuete consultazioni, tre giorni dopo il Presidente della Repubblica fornisce al Presidente della Camera Roberto Fico un mandato esplorativo nel tentativo di ricostruire la maggioranza che aveva sostenuto fino a quel momento il governo, o di trovare una nuova. Tuttavia, il 2 febbraio, il mandato esplorativo viene rimesso nelle mani del Capo dello Stato dal Presidente della Camera, avendo avuto esito negativo. Poco dopo, il presidente Mattarella riferisce dell'impossibilità di andare a elezioni a causa della pandemia e del termine della presentazione del piano per accedere al fondo europeo Next Generation Eu il 30 aprile 2021, quindi, invocando la disponibilità di tutti i partiti, annuncia che il giorno seguente avrebbe conferito l'incarico a una personalità di alto profilo per formare il governo.
Viene quindi convocato per il giorno successivo Mario Draghi, il quale accetta l'incarico e, dopo le consultazioni con i partiti e le parti sociali, il 12 febbraio scioglie positivamente la riserva. Il governo Draghi presta giuramento il 13 febbraio e ottiene la fiducia il 17 e il 18 febbraio da una maggioranza composta da M5S, PD, Lega, Forza Italia, Italia Viva, Art.1, +Eu, NcI, CD e altri che forniscono appoggio esterno. All'interno del governo, il Partito Democratico esprime il ministro della difesa Lorenzo Guerini, il ministro del lavoro Andrea Orlando e il ministro della cultura Dario Franceschini, oltre a sei tra viceministri e sottosegretari.

#### Dimissioni del segretario Zingaretti
Nel marzo 2021 il segretario Zingaretti ha annunciato le sue dimissioni a causa di polemiche e questioni interne del partito.

### Segreteria Letta
Il 14 marzo 2021 l'Assemblea del partito ha eletto Enrico Letta segretario del PD, con 860 voti favorevoli, 2 contrari e 4 astenuti. Durante il suo mandato il Partito Democratico rimarrà fermamente nella maggioranza del governo Draghi fino alle sue dimissioni e alla indizione di nuove elezioni politiche.

#### Elezioni politiche del 2022
A fine luglio 2022, in vista delle elezioni politiche previste dopo la fine anticipata della legislatura, Letta lancia una lista unitaria insieme ad altre forze politiche europeiste di ispirazione socialdemocratica e progressista (PSI, Articolo Uno e DemoS), denominata «Italia Democratica e Progressista», che ottiene circa il 19% dei voti aggiudicandosi così 69 seggi su 400 alla Camera e 40 su 200 al Senato (di cui, rispettivamente, 62 e 38 al PD in senso proprio), e passando all'opposizione del nascente esecutivo formato dalla coalizione di centro-destra, il governo Meloni. 
Alla luce del risultato elettorale, Letta ha annunciato che non si sarebbe ricandidato a segretario in occasione del nuovo congresso nazionale del partito, già previsto per i primi mesi del 2023, ma è comunque rimasto in carica per accompagnare il partito verso la fase congressuale, apertasi con l'assemblea nazionale di sabato 19 novembre, che ha fissato la data delle prossime primarie al 19 febbraio 2023 (poi posticipata al 26 febbraio).
Il 21 gennaio 2023 l'Assemblea nazionale riunita a Roma approva il nuovo manifesto dei valori, senza che però sia stato contestualmente abrogato il precedente, risalente alla fondazione del partito stesso nel 2008.

### Segreteria Schlein

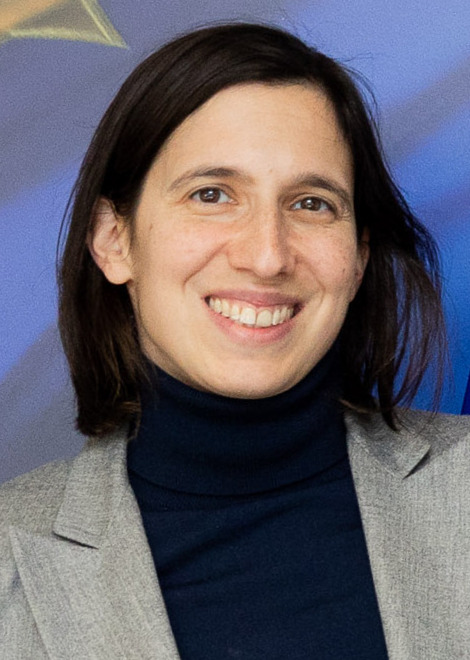
Elly Schlein, prima segretaria donna del Partito Democratico.

#### Primarie del 2023 e rientro di Articolo Uno
In vista delle elezioni primarie indette per eleggere un nuovo segretario del PD vengono avanzate quattro candidature: quelle di Stefano Bonaccini, Gianni Cuperlo, Paola De Micheli ed Elly Schlein. Nel mese di febbraio gli iscritti del partito esprimono la loro preferenza nei circoli: risultano due candidati per le primarie del 26 febbraio, Bonaccini, che con il 52,87% ottiene la maggioranza dei voti degli iscritti, e Schlein, che ottiene il 34,88%. Il 26 febbraio 2023, alle primarie, la candidata Schlein ottiene invece circa il 53,75% di preferenze, su 1 092 042 totali, e 14 regioni su 20, superando il candidato avversario Stefano Bonaccini che, nella precedente votazione degli iscritti, si era classificato primo.
Il 12 marzo 2023 l'Assemblea Nazionale del PD proclama ufficialmente Elly Schlein nuova segretaria. Lo stesso giorno la neosegretaria propone come nuovo presidente del partito Stefano Bonaccini, precedentemente da lei sconfitto alle primarie, che viene eletto. Al Congresso parteciparono anche gli iscritti di Articolo Uno, in vista di un superamento della scissione del 2017. Il definitivo ritorno si avrà con l'assemblea nazionale del 10 giugno 2023, quando il segretario di Art.1 Roberto Speranza dichiara lo scioglimento del soggetto politico per confluire nel Partito Democratico.
Nei primi mesi della segreteria Schlein il partito si fa promotore di proposte alternative alla riforma costituzionale promossa dal Governo Meloni (tra cui l'introduzione della sfiducia costruttiva) e, assieme alle altre forze di opposizione, di una proposta di legge per l'introduzione di un salario minimo di 9 euro l'ora.

## Ideologia e posizioni
I suoi valori sono innanzitutto riconducibili alla Costituzione della Repubblica Italiana, alla Resistenza e all'antifascismo. Vi è anche una connotazione europeista e una legata al liberalismo del Partito Democratico degli Stati Uniti d'America. L'obiettivo è la definitiva affermazione quale soggetto dichiaratamente di centro-sinistra, aperto e inclusivo. Secondo il Manifesto dei valori, approvato dal partito il 16 febbraio 2008, «il Partito Democratico intende contribuire a costruire e consolidare, in Europa e nel mondo, un ampio campo riformista, europeista e di centro-sinistra, operando in un rapporto organico con le principali forze socialiste, democratiche, progressiste e promuovendone l'azione comune».

### Politiche sociali e diritti civili
Il Partito Democratico si ispira a valori riformisti e socialdemocratici.
Durante gli anni di governo, ha sostenuto e approvato diversi diritti civili, tra cui: il testamento biologico nel 2017; le unioni civili per le coppie omosessuali nel 2016, attraverso la cosiddetta legge Cirinnà; il divorzio breve nel 2015, riducendo così i tempi dello scioglimento del matrimonio da 3 anni a 12 mesi per la giudiziale e a 6 mesi per la consensuale. Ha inoltre proposto di legalizzare l'uso terapeutico della cannabis con produzione italiana nel 2015 e la coltivazione per autoconsumo nel 2022.
Ha inoltre sostenuto e proposto, come politiche sociali, il bonus bebè al fine di incentivare la natalità e contribuire alle spese per il suo sostegno; la legge sullo spreco alimentare per destinare, a fini di solidarietà sociale, tonnellate di cibo in eccesso che prima venivano sprecate; il reddito d'inclusione (REI), cioè una misura nazionale di contrasto alla povertà e all'esclusione sociale; la legge sul Dopo di noi per fornire assistenza alle persone con disabilità grave prive del sostegno familiare, volta a favorire il loro benessere, inclusione sociale e autonomia; l'assegno unico universale mensile per ogni figlio (fino ai 21 anni) di tutte le famiglie per favorire la genitorialità e sostenere le famiglie. Il partito si è inoltre schierato contro un eventuale blocco navale con l'Africa.
Ha inoltre principalmente proposto (senza ancora approvazione) la legalizzazione dell'eutanasia (approvata in prima lettura alla Camera nel 2022 durante il governo Draghi); una legge per contrastare e prevenire le discriminazioni e le violenze per motivi legati all'identità sessuale e alla disabilità, attraverso la cosiddetta legge contro omo-transfobia, misoginia e abilismo o ddl Zan (approvato alla Camera nel 2020 durante il governo Conte II, ma bocciato al Senato in una votazione a scrutinio segreto nel 2021, durante il governo Draghi); l'introduzione dello ius soli temperato e dello ius culturae (che riuscì ad approvare alla Camera nel 2015 durante il governo Renzi, ma non al Senato a causa della forte opposizione del centro-destra), la ricerca sulle cellule staminali embrionali e la difesa della legge 194 che regolamenta l'aborto.
Sostiene l'estensione del congedo di paternità obbligatorio a tre mesi per sostenere la maternità e per «liberare il tempo delle donne». Tra le altre proposte c'è anche una percentuale più alta di retribuzione per i periodi di congedo parentale facoltativo (che oggi si ferma al 30% dello stipendio), un piano nazionale per rendere gratuite le spese sostenute nei primi mille giorni di vita dei bambini e un azzeramento dei costi dell'istruzione per le famiglie a reddito medio basso.
Sostiene inoltre il rifinanziamento del fondo per i centri antiviolenza e per i centri per le vittime della tratta delle donne con incentivazione dei centri protetti, l'inserimento delle donne vittime nel mondo del lavoro, la formazione specifica delle forze dell'ordine e del personale sanitario sugli aspetti della violenza di genere. Il partito è contrario a un'eventuale riapertura delle case di tolleranza e all'esposizione del crocifisso nelle aule scolastiche.
Favorevole inoltre alle adozioni per single e coppie omosessuali (anche se in modo ambiguo), al matrimonio egualitario, alla parità salariale per favorire l'occupazione femminile e imporre l'equità nelle retribuzioni e per affrontare le disparità di reddito tra uomini e donne Vi sono invece posizioni contrastanti all'interno del partito sulla surrogazione di maternità.
Il partito si è anche schierato a favore del Green pass e dell'obbligo vaccinale per contrastare la pandemia di COVID-19.

### Economia e fiscalità
Il Partito Democratico sostiene fortemente una fiscalità di tipo progressiva (nel rispetto quindi della Costituzione italiana), "per garantire equità e giustizia sociale e per non penalizzare chi ha redditi medio bassi", opponendosi alla flat tax.
Nel corso degli anni di governo, ha proposto e approvato diverse riforme economiche, tra cui: l'introduzione del piano Jobs Act per ridurre la disoccupazione stimolando le imprese ad assumere; l'eliminazione del pagamento dell'IMU sull'abitazione principale (dal 2014 viene infatti pagata esclusivamente dai proprietari di fabbricati di categorie catastali A/1, A/8 e A/9); l'introduzione del piano Industria 4.0 per promuovere lo sviluppo tecnologico, l'innovazione e la digitalizzazione delle imprese italiane; l'introduzione della dichiarazione dei redditi precompilata per semplificare e combattere l'evasione; l'introduzione del cumulo gratuito delle pensioni; l'aggiunta di 80 euro al mese a dieci milioni di dipendenti con uno stipendio mensile minore di 1 500 euro per la competitività e la giustizia sociale. Il partito supporta l'introduzione del salario minimo e del reddito di cittadinanza la lotta contro il denaro contante e l'introduzione della web tax e della sugar tax, oltre che la costruzione dei TAV, del terzo valico, del ponte sullo stretto di Messina, del Gasdotto Trans-Adriatico e del MOSE.

### Ambiente
Il PD si definisce un partito ambientalista e negli anni di governo ha introdotto leggi al riguardo, come ad esempio la legge sugli ecoreati (che prevede pene per i delitti contro l'ambiente) e la legge sulla ciclabilità (per lo sviluppo della mobilità in bicicletta e la realizzazione della rete nazionale di percorribilità ciclistica, promuovendo l'uso della bicicletta come mezzo di trasporto). Il partito ha inoltre l'obiettivo di fermare il cambiamento climatico e rilanciare lo sviluppo sostenibile per giungere al dimezzamento delle emissioni di gas serra nel 2030 e a zero emissioni nel 2050, mediante un piano di investimenti per la decarbonizzazione del sistema energetico europeo e l'obbiettivo di attuare una strategia contro l'inquinamento della plastica in cui tutti gli imballaggi di plastica dovranno essere riciclabili, compostabili o riutilizzabili. Il partito è favorevole alla costruzione dei termovalorizzatori e contrario alla costruzione di centrali nucleari.

### Giustizia
Per quanto riguarda la giustizia, il partito ha sostenuto e introdotto il reato di tortura e di istigazione alla tortura nel codice penale; l'autorità nazionale anticorruzione (per la semplificazione e la trasparenza amministrativa e per l'efficienza degli uffici giudiziari); il codice antimafia (che prevede modifiche alle leggi antimafia e delle misure di prevenzione); la legge sul reato di omicidio stradale e di lesioni personali stradali; la legge sulla responsabilità civile dei magistrati (al fine di rendere effettiva la disciplina che regola la responsabilità civile dello Stato e dei magistrati); il processo civile telematico; la legge sul caporalato (per il contrasto ai fenomeni del lavoro nero, dello sfruttamento del lavoro in agricoltura e di riallineamento retributivo nel settore agricolo).
Il partito è fortemente contrario alla pena di morte, alla castrazione chimica e ai quesiti del referendum sulla giustizia e quindi alla limitazione della custodia cautelare e della legge Severino, alla separazione e supervisioni delle carriere dei magistrati e alla riforma del CSM.

### Cultura
Sulla cultura il partito ha: stabilito l'entrata gratuita ogni prima domenica del mese all'interno di tutti gli istituti e i luoghi di cultura (monumenti, musei, gallerie, scavi di antichità, parchi e giardini monumentali); introdotto il bonus cultura da 500 euro per tutti i diciottenni da poter spendere esclusivamente per libri, cinema, musei, concerti; assegnato una carta elettronica da 500 euro a ogni docente di ruolo per il proprio aggiornamento e la propria formazione; introdotto l'art bonus (ovvero un credito di imposta per la tutela del patrimonio culturale, lo sviluppo della cultura e il rilancio del turismo); abolito la censura cinematografica per "superare il sistema di controlli e interventi che consentiva allo Stato di intervenire sulla libertà degli artisti".

### Politica estera
il Partito essendo fortemente europeista supporta la creazione degli Stati Uniti d'Europa, della moneta unica, dell'esercito di difesa comune europeo, le riforme del MES e del Next Generation EU, del Fit for 55 e della direttiva sul diritto d'autore nel mercato unico digitale.
Durante l'invasione dell'Ucraina del 2022 si schiera a favore dell'invio di armi. 

### Posizioni sui diritti LGBT+

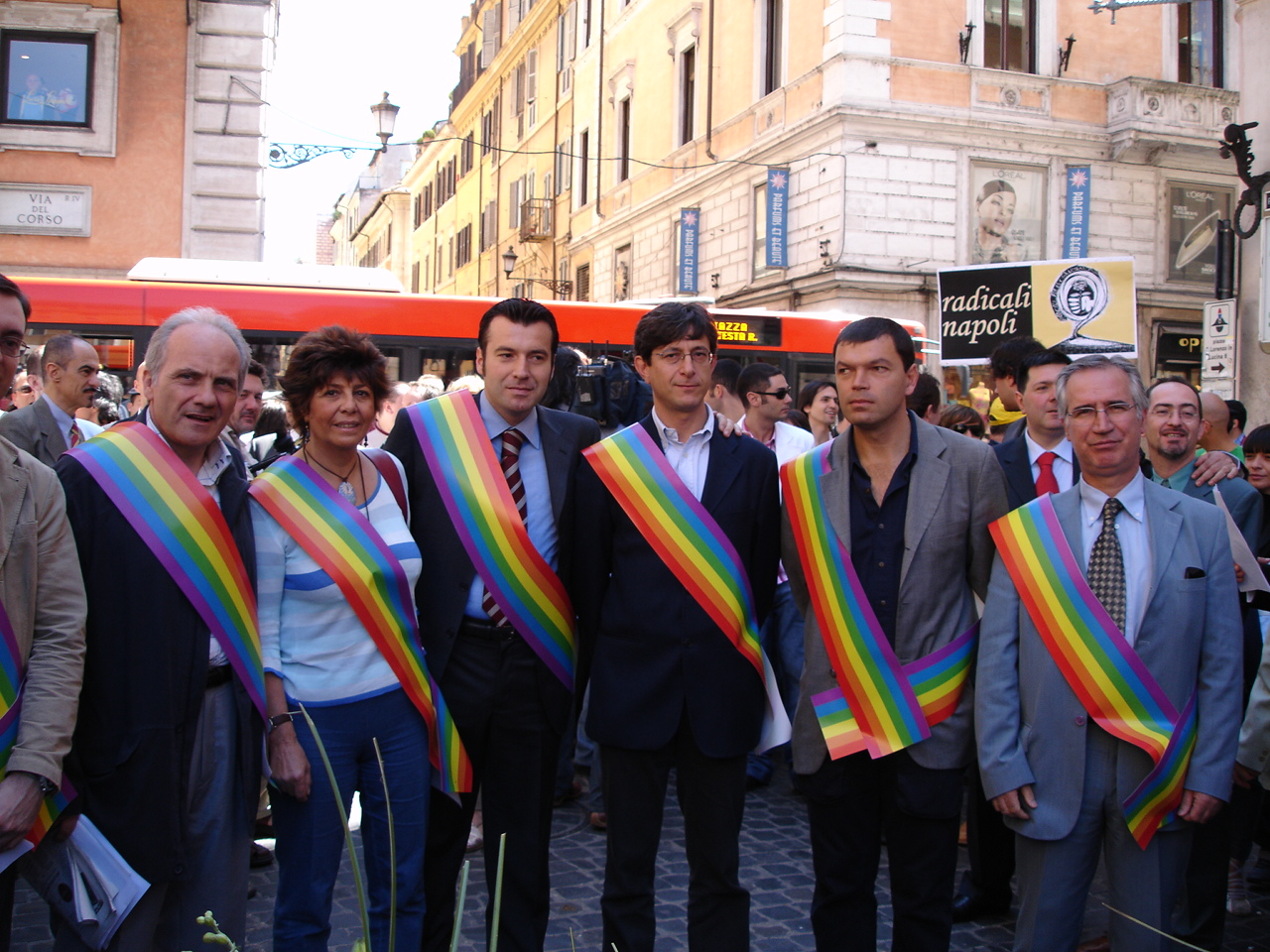
Al centro Alessandro Zan e Sergio Lo Giudice per il Pacs Day a Roma il 17 maggio 2005

Il gruppo dirigente condanna ogni forma di omofobia proponendo leggi per contrastare e prevenire l'omofobia e la transfobia ed è a favore delle unioni civili, sia tra coppie eterosessuali sia tra coppie omosessuali, del matrimonio egualitario e delle adozioni da parte di coppie gay.

#### Iniziative per i diritti LGBT
Varie sono state in passato le iniziative per il riconoscimento dei diritti LGBT da parte del Partito Democratico.
Nel 2011 la deputata dem Anna Paola Concia presenta una proposta di legge contro l'omofobia, la cui pregiudiziale di costituzionalità viene tuttavia approvata dalla Camera, affossando quindi il disegno di legge.
Nel luglio 2012 l'Assemblea nazionale del partito rende noto che un consistente gruppo ha approvato un documento che prevede il riconoscimento delle unioni civili; Rosy Bindi non mette però ai voti l'ordine del giorno riguardante il pronunciamento sul documento, provocando diversi malumori.
Nel 2013 la Camera approva il ddl n. 1052 "Disposizioni in materia di contrasto dell'omofobia e della transfobia", di cui primo firmatario risulta il senatore dem Ivan Scalfarotto. Il testo della legge è tuttavia criticato da molti attivisti perché intende non come una discriminazione «la manifestazione di convincimenti od opinioni riconducibili al pluralismo delle idee», così come le condotte assunte da organizzazioni di natura «politica, culturale, sanitaria, di istruzione, di religione o di culto». La proposta di legge non viene discussa in Senato e decade dunque con la fine della XVII legislatura.

#### Ddl Cirinnà

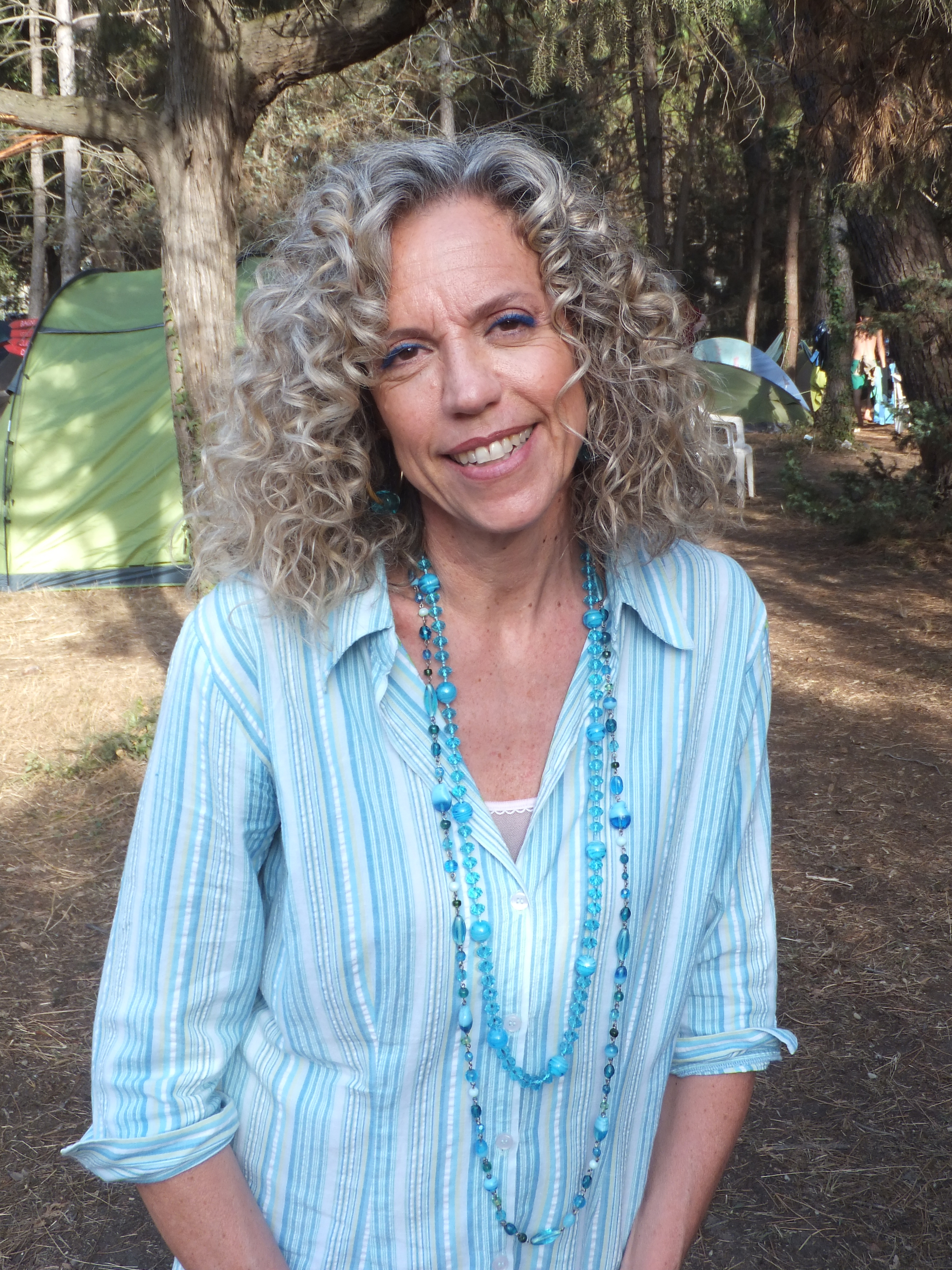
La senatrice Monica Cirinnà, prima firmataria della legge n. 76/2016 sulle unioni civili tra persone dello stesso sesso e la disciplina delle convivenze

Nel giugno 2014 la senatrice dem Monica Cirinnà riunisce in un'unica proposta di testo unificato i disegni di legge sulle unioni civili tra persone dello stesso sesso fino ad allora depositati in Senato. È tuttavia la terza proposta di testo a essere presentata in Parlamento il 6 ottobre 2015, al termine dei lavori della commissione parlamentare, e di cui risulta relatrice la stessa Cirinnà.
All'approdo al Senato il disegno di legge porta in gran parte le firme dei parlamentari del PD, tuttavia il sito Gay.it pubblica una lista di senatori dem contrari alla stepchild adoption (l'adozione del figlio del partner). Dopo un travagliato dibattito parlamentare che porta all'omissione dell'articolo sulla stepchild adoption e dell'obbligo di fedeltà e all'aggiunta del divorzio breve (cause di diversi malumori), il 25 febbraio 2016 il governo Renzi pone la questione di fiducia sulla legge. Nel medesimo giorno il ddl viene approvato dal Senato della Repubblica; l'11 maggio il ddl viene approvato anche dalla Camera dei Deputati sempre con la fiducia, e quindi il Presidente della Repubblica Mattarella promulga la legge n. 76/2016. I voti di senatori e deputati del PD risultano essere tutti favorevoli.

#### Dopo le unioni civili
All'interno del Partito Democratico nel gennaio 2018 nasce DEMS Arcobaleno, un Comitato tematico che raccoglie esponenti tra cui Monica Cirinnà, Sergio Lo Giudice e Daniele Viotti, con il fine di rappresentare «dentro DEMS e più estesamente nel partito, un gruppo che nel metodo e nel merito porti avanti le battaglie per i diritti civili LGBTI e non solo».
Nella XVIII legislatura sono stati presentati dalla senatrice Cirinnà i disegni di legge S. 59 "Disposizioni in materia di contrasto alle discriminazioni motivate dall'orientamento sessuale e dall'identità di genere" e S. 60 "Disposizioni in materia di contrasto alla discriminazione matrimoniale", non ancora discussi in Aula.
Il 19 maggio 2018 l'assemblea nazionale del PD accoglie un ordine del giorno che stabilisce l'adesione del partito a tutti i Gay Pride del 2018, oltre a invitare «le realtà locali del Partito e le amministrazioni PD e centrosinistra, che ancora non lo fanno, di aderire e patrocinare i Pride del loro Territorio».
Il 4 novembre 2020 viene approvato alla Camera e trasmesso al Senato il disegno di legge Zan "in materia di violenza o discriminazione per motivi di orientamento sessuale o identità di genere", opera appunto del relatore Alessandro Zan e sottoscritto da 37 deputati del Partito Democratico. Il 27 ottobre 2021 non viene approvato dal Senato affossando la legge.

### Collocazione europea

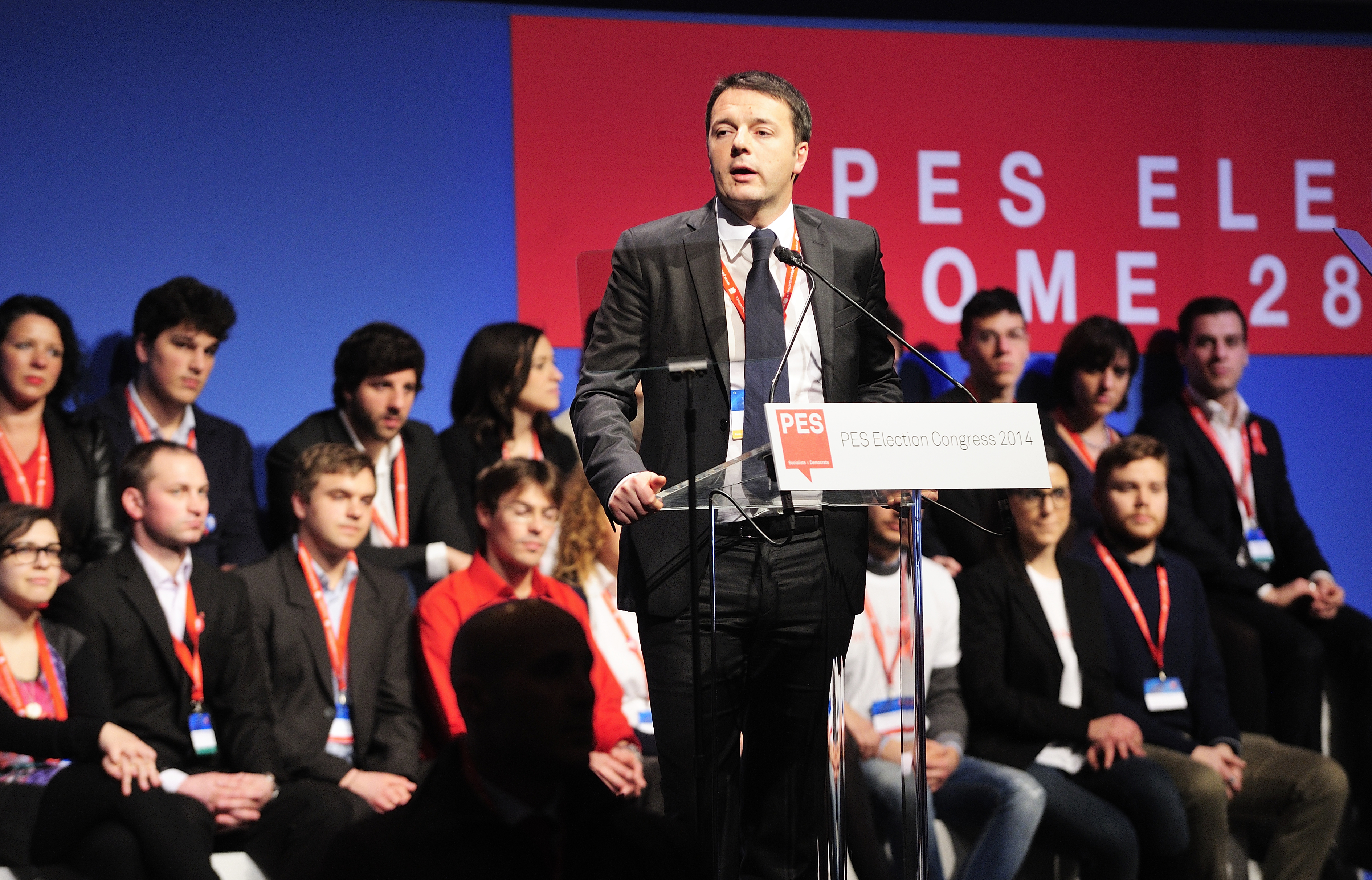
L'ex segretario del PD Matteo Renzi parla nel febbraio 2014 al congresso di Roma del Partito Socialista Europeo (PSE) che sancisce l'adesione del Partito Democratico al PSE

La collocazione europea è stato uno dei principali nodi da sciogliere per il Partito Democratico, diviso tra un'anima di matrice socialdemocratica e un'altra cattolico-riformista. I Democratici di Sinistra, infatti, facevano parte, sin dalla loro creazione, del Partito Socialista Europeo. La Margherita, invece, nel 2004 aveva fondato un nuovo soggetto, il Partito Democratico Europeo, collocato nell'area liberaldemocratica.
Tra le maggiori preoccupazioni, specularmente delle minoranze diessine e dell'ala popolare della Margherita, c'era l'idea di rinuncia delle proprie identità storiche in un progetto che avrebbe potuto portare ad avere un partito senza identità ideologiche oppure all'appiattimento delle varie aree sulle posizioni di una sola. In dissenso con la scelta di non sciogliere il nodo dell'appartenenza europea, la minoranza DS guidata da Gavino Angius (in seguito rientrato) decise di non aderire al nascente Partito Democratico, sostenendo appunto che mancasse un richiamo forte e necessario all'appartenenza al PSE.
A tal proposito, il PSE, nel 7º congresso tenuto a Oporto, ha modificato il proprio statuto definendosi come forza politica aperta a tutti i partiti europei "di ispirazione socialista, progressista e democratica", prospettando la possibilità di un allargamento a partiti e movimenti progressisti che non provengono necessariamente dallo storico campo del socialismo europeo. Tale modifica è stata considerata un'apertura nei confronti delle istanze avanzate dalla Margherita in Italia, anche se il partito ha rimarcato di non volere che il PD aderisca tout-court al PSE, semmai che intraprenda con esso un rapporto di collaborazione nell'alveo di un nuovo centro-sinistra europeo.
In questa direzione andava anche la posizione di Romano Prodi che, in sede di Assemblea Costituente, ha sostenuto che sarà l'Italia ad anticipare l'Europa nella creazione di un contenitore delle forze progressiste e democratiche. In sede europea, infatti, i parlamentari europei del PD hanno mantenuto inizialmente la loro collocazione originaria (divisi tra PSE e ALDE) fino alle elezioni europee del 2009: solo in seguito è stata stabilita una collocazione unitaria.
La scelta è stata quella di non aderire tout-court al PSE, bensì creando un gruppo unico in sede del Parlamento europeo con esso, chiamato prima Alleanza dei Socialisti e dei Democratici per l'Europa (ASDE) e poi Alleanza Progressista dei Socialisti e dei Democratici (S&D).
Alcuni membri della delegazione italiana del Gruppo S&D, tra cui Sergio Cofferati e Leonardo Domenici già membri del comitato promotore del nuovo partito, hanno comunque rinnovato nel corso della legislatura la richiesta di una formale entrata del PD all'interno del PSE sollecitando un ulteriore passo oltre il gruppo parlamentare. Dopo diversi anni di limbo, durante il congresso nazionale del 2013, tutti i candidati alla segreteria in campo manifestano il bisogno di aderire pienamente a una famiglia europea e che i tempi siano ormai maturi per aderire pienamente al Partito Socialista Europeo. Per questo, il segretario nazionale uscito dalle Primarie dell'8 dicembre, Matteo Renzi, dopo aver fatto richiesta formale di adesione al PSE il 27 febbraio 2014, entra ufficialmente a far parte della famiglia socialista europea il 1º marzo 2014, in occasione del Congresso di Roma del PSE.
Dopo il successo del 40,8% alle Europee 2014, il PD, in forza dei suoi 31 eurodeputati, risulta essere la prima forza all'interno del gruppo parlamentare europeo del PSE, S&D, arrivando per la prima volta a esprimerne il capogruppo europeo con Gianni Pittella.
In seguito alle elezioni europee del 2019 le correnti liberali e centriste del partito hanno proposto l'uscita dal Partito del Socialismo Europeo e dall'Alleanza Progressista dei Socialisti e dei Democratici e l'adesione al nuovo gruppo Renew Europe. La proposta è stata tuttavia respinta dal segretario Nicola Zingaretti e dalle correnti socialdemocratiche del partito.

## Correnti
L'articolo 29, commi 1 e 2 dello statuto del partito recitano che il PD «ai sensi dell'articolo 18 della Costituzione, favorisce la libertà e il pluralismo associativo e stabilisce rapporti di collaborazione con fondazioni, associazioni ed altri istituti, nazionali ed internazionali, a carattere politico-culturale e senza fini di lucro, garantendone e rispettandone l'autonomia». Tali fondazioni, associazioni e istituti vengono considerati «strumenti per la divulgazione del sapere, il libero dibattito scientifico, la elaborazione politico-programmatica e le loro iniziative non sono soggette a pareri degli organi del Partito Democratico».
Per tale motivo diversi esponenti nel PD hanno subito promosso fondazioni e associazioni o hanno rilanciato quelle che già preesistevano al partito. L'attività febbrile intorno alle fondazioni democratiche ha fatto sì che da più parti si parlasse di vera e propria attività correntizia più o meno occulta. Non è ancora dato di parlare di correnti in senso classico, e del resto uno stesso esponente democratico può essere iscritto a più fondazioni e associazioni, così come queste ultime spesso iscrivono anche soggetti esterni al PD quando non iscritte ad altri partiti.

### Area socialdemocratica
L'area socialdemocratica del Partito Democratico, maggioritaria, ha le sue radici nella storia dei Democratici di Sinistra, del Partito Democratico della Sinistra e ancor prima del Partito Comunista Italiano, del Partito Socialista Italiano e del Partito Socialista Democratico Italiano. Dopo l'elezione di Nicola Zingaretti come Segretario al Congresso del 2019 è tornata a essere la corrente maggioritaria.

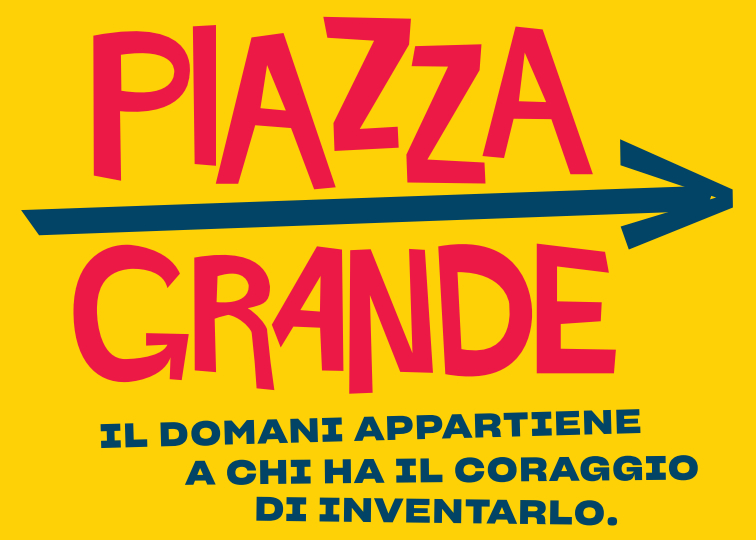
Logo di Piazza Grande

- Logo di Piazza GrandePiazza Grande, anche detti Zingarettiani. Corrente progressista. Nasce nell'ottobre 2018 per sostenere la candidatura di Nicola Zingaretti alla segreteria del partito. Membri di spicco sono Nicola Zingaretti, Vincenzo Amendola e Pierfrancesco Majorino. Nel Congresso del 2023 sostengono Elly Schlein.

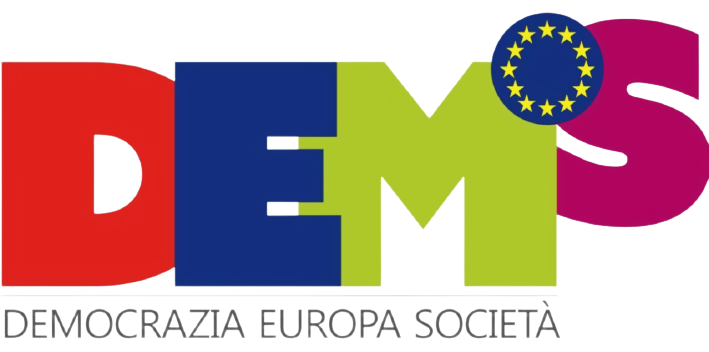
Logo di Democrazia Europa Società - DEMS

- Logo di Democrazia Europa Società - DEMSDemocrazia Europa Società – DEMS, anche detti Orlandiani. Corrente socialdemocratica. Fondata nell'agosto 2017, è guidata da Andrea Orlando. Membri di spicco sono Roberto Gualtieri, Giuseppe Provenzano, Monica Cirinnà, Anna Rossomando, Antonio Misiani, Andrea Martella e Vanessa Camani. Fanno riferimento a quest'area anche le associazioni ReteDem, guidata da Sergio Lo Giudice, e Socialisti & Democratici, guidata da Marco Di Lello.[306] Ha sostenuto Nicola Zingaretti al Congresso del 2019 ed Elly Schlein al Congresso del 2023.
- Left Wing, anche detti Orfiniani. Corrente socialdemocratica. Fondata nel 2017, è guidata da Matteo Orfini. Esponenti di spicco sono Francesco Verducci, Giuditta Pini, Fausto Raciti, Luca Rizzo Nervo e Fabio Porta. Ha sostenuto Matteo Renzi al Congresso del 2017, Maurizio Martina al Congresso del 2019 e Stefano Bonaccini al Congresso del 2023.
- Laburisti Dem, corrente socialista democratica fondata da Cesare Damiano nel 2017. Ha sostenuto Andrea Orlando al Congresso del 2017, Nicola Zingaretti al Congresso del 2019 ed Elly Schlein al Congresso del 2023.

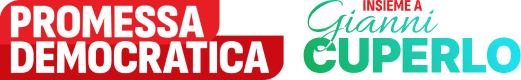
Logo di Promessa Democratica

- Logo di Promessa DemocraticaPromessa Democratica, anche detti Cuperliani. Corrente socialista democratica. Fondata nel 2020 in seguito allo scioglimento di Sinistra Dem - Campo Aperto, è guidata da Gianni Cuperlo. Membri di spicco sono Barbara Pollastrini, Andrea Giorgis e Brando Benifei. Ha sostenuto Andrea Orlando al Congresso del 2017, Nicola Zingaretti al Congresso del 2019 e alcuni Elly Schlein e Stefano Bonaccini al Congresso del 2023.
- Prossima, corrente formata da ex zingarettiani nel 2021, in seguito allo scioglimento di Futura ex corrente nata nel 2018. È guidata da Marco Furfaro. Membri di spicco sono: Nicola Oddati, Stefano Vaccari, Valentina Cuppi, Giuliano Pisapia, Livia Turco, Erasmo Palazzotto. Sostengono Elly Schlein al Congresso del 2023.[317][318][319]

### Area liberale
Dopo i primi anni in cui era rimasta ai margini del dibattito interno al partito, l'area liberale è diventata maggioritaria dopo il Congresso del 2013 e l'elezione di Matteo Renzi a Segretario del partito, per poi tornare in minoranza con l'elezione a Segretario di Nicola Zingaretti nel Congresso del 2019 e l'uscita dei renziani dal PD.
Le sue aree di riferimento si ispirano alla visione della Terza via dell'ex Premier britannico Tony Blair e soprattutto al liberalismo democratico americano di John Fitzgerald Kennedy, Bill Clinton e Barack Obama.
- Base Riformista, corrente riformista nata nel maggio 2019 e formata da ex renziani; al Congresso del 2019 hanno sostenuto Maurizio Martina mentre nel 2023 sostengono Stefano Bonaccini. È guidata da Lorenzo Guerini e Luca Lotti. Membri di spicco sono Simona Bonafè, Simona Malpezzi, Emanuele Fiano.
- RiforDem, anche detti Gentiloniani. Corrente europeista e riformista. È l'unica appartenente all'area liberale ad aver sostenuto la candidatura a segretario di Nicola Zingaretti. Nel 2023 al Congresso sostengono Stefano Bonaccini. Ha come riferimenti principali Paolo Gentiloni, Lia Quartapelle e Marianna Madia.
- Volare - Oltre le correnti. Corrente socialista liberale. Fondata e guidata da Tommaso Nannicini e Graziano Delrio nel 2020. Esponenti di spicco sono Matteo Mauri, Debora Serracchiani, Andrea De Maria, Luciano Pizzetti e Micaela Campana. Sostengono Stefano Bonaccini al Congresso del 2023.
- Ulivisti 4.0[322].Un gruppo che nasce in seguito all’Assemblea nazionale del marzo 2023. A guidarla sono ex lettiani, Marco Meloni e Anna Ascani, altro membro di spicco è Mauro Berruto; sostengono Stefano Bonaccini al Congresso del 2023.
- Energia Popolare. Corrente che nasce il 21 luglio 2023, a seguito dell’Assemblea nazionale, e si propone come l’ala riformista e popolare del partito. Fa capo a Stefano Bonaccini e comprende Simona Malpezzi (coordinatrice), Piero De Luca (coordinatore), Andrea De Maria (responsabile organizzativo), Stefania Pezzopane (responsabile organizzativo), Matteo Biffoni (coordinatore amministratori locali) e tanti altri punti di riferimento dell'ex area renziana.[323][324]

### Area cristiano-sociale
Comunemente definita cristiano-democratica, trae la sua origine dall'esperienza di vasti settori riformisti della Democrazia Cristiana, confluiti prima nel Partito Popolare Italiano e successivamente nella Margherita.

Logo di AreaDem

- Logo di AreaDemAreaDem, anche detti Franceschiniani. Corrente cristiano-sociale e cristiano-democratica, ha al suo interno anche una componente legata al filone del socialismo liberale. Nata come coordinamento delle aree che hanno sostenuto la candidatura di Franceschini a Segretario nel 2009, al suo interno vi si è ritrovata la maggioranza di coloro i quali guardano alla tradizione della sinistra della Democrazia Cristiana e del Partito Popolare Italiano. Tra gli esponenti, Dario Franceschini, Sergio Chiamparino, Marina Sereni, Roberta Pinotti, Federica Mogherini, Luigi Zanda e, su posizioni più conservatrici, Luigi Bobba. Ha sostenuto Matteo Renzi al Congresso del 2013 e del 2017, Nicola Zingaretti al Congresso del 2019 ed Elly Schlein al Congresso del 2023.
- Iniziativa Democratica, anche detti Fassiniani, nasce nel 2022 per sostenere Stefano Bonaccini alla Segreteria Nazionale nel Congresso del 2023, guidata da Piero Fassino. Membri di spicco sono anche: Francesca Puglisi, Gianclaudio Bressa e Roberto Montanari[325].

## Struttura
A livello centrale il massimo organismo che dirige il partito, fra un congresso e l'altro, è l'Assemblea Nazionale, di mille componenti, eletti nelle primarie; quando l'Assemblea Nazionale non è riunita, le sue funzioni vengono svolte dalla Direzione Nazionale (istituita nel 2009), nominata per metà dall'Assemblea Nazionale e per metà dalle strutture locali del partito. Organo esecutivo invece è la Segreteria Nazionale, collegio composto di un massimo di quindici membri indicati dal segretario con compito di coadiuvare il lavoro del Segretario. AN e SN restano in carica quattro anni. Un altro organo nazionale è l'Assemblea dei Sindaci (istituita nel 2019), che funge da coordinamento tra gli amministratori locali del PD e gli organi nazionali.
Il Partito si articola in Unioni Regionali, Federazioni o Unioni Provinciali e a livello locale in Circoli. Il Segretario Regionale viene di norma selezionato tramite elezioni primarie.
Le Unioni Provinciali di Trento e Bolzano sono equiparate a Unioni Regionali.
L'organo di esecuzione degli indirizzi dell'Assemblea nazionale e d'indirizzo politico è la Direzione Nazionale.
L'Assemblea Nazionale è in carica dal 17 marzo 2019, costituitasi in seguito al congresso 2019.

### Organi nazionali
- Congresso Nazionale (fino al 2019 Convenzione Nazionale);
- Assemblea Nazionale;
- Direzione Nazionale (istituita nel 2009);
- Segreteria Nazionale;
- Assemblea dei Sindaci (istituita nel 2019);
- Commissione di Garanzia;

#### Congressi
- I Congresso - 2007
- II Congresso - 11 ottobre 2009
- III Congresso - 2013
- IV Congresso - 2017
- V Congresso - 2019
- VI Congresso - 12 marzo 2023

#### Assemblee nazionali
- I Assemblea Costituente Nazionale - Milano, 27 ottobre 2007
- II Assemblea Nazionale - Roma, 7 novembre 2009
- III Assemblea Nazionale - Roma, 21-22 maggio 2010
- IV Assemblea Nazionale - Busto Arsizio, 8-9 ottobre 2010
- V Assemblea Nazionale - Roma, 4-5 febbraio 2011
- VI Assemblea Nazionale - Roma, 20-21 gennaio 2012
- VII Assemblea Nazionale - Roma, 14 luglio 2012
- VIII Assemblea Nazionale - Roma, 6 ottobre 2012
- IX Assemblea Nazionale - Roma, 11 maggio 2013
- X Assemblea Nazionale - Roma, 20-21 settembre 2013
- XI Assemblea Nazionale - Milano, 15 dicembre 2013
- XII Assemblea Nazionale - Roma, 14 giugno 2014
- XIII Assemblea Nazionale - Milano, 18 luglio 2015
- XIV Assemblea Nazionale - Roma, 18 dicembre 2016
- XV Assemblea Nazionale - Rimini, 28-29 gennaio 2017
- XVI Assemblea Nazionale - Roma, 7 maggio 2017
- XVII Assemblea Nazionale - Roma, 17 novembre 2018
- XVIII Assemblea Nazionale - Roma, 16 marzo 2019
- XIX Assemblea Nazionale - Roma, 13 luglio 2019
- XX Assemblea Nazionale - Roma, 22 febbraio 2020
- XXI Assemblea Nazionale - Roma, 14 marzo 2021
- XXII Assemblea Nazionale - Roma, 19 novembre 2022
- XXIII Assemblea Nazionale - Roma, 21 gennaio 2023
- XXIV Assemblea Nazionale - Roma, 12 marzo 2023
- XXV Assemblea Nazionale - Roma, 16/17 dicembre 2023

#### Segreteria nazionale
| Segretario                    | Periodo                                                                           | Vicesegretario      | Periodo                           |
| ----------------------------- | --------------------------------------------------------------------------------- | ------------------- | --------------------------------- |
| Walter Veltroni               | 27 ottobre 2007 – 21 febbraio 2009                                                | Dario Franceschini  | 7 ottobre 2007– 21 febbraio 2009  |
| Dario Franceschini            | 21 febbraio 2009 – 7 novembre 2009                                                | –                   | –                                 |
| Pier Luigi Bersani            | 7 novembre 2009 – 20 aprile 2013                                                  | Enrico Letta        | 7 novembre 2009 – 20 aprile 2013  |
| Guglielmo Epifani             | 11 maggio 2013 – 15 dicembre 2013                                                 | –                   | –                                 |
| Matteo Renzi Matteo Orfini    | 15 dicembre 2013 – 19 febbraio 2017 19 febbraio 2017 – 7 maggio 2017 (ad interim) | Lorenzo Guerini     | 28 marzo 2014 – 7 maggio 2017     |
| Matteo Renzi Matteo Orfini    | 15 dicembre 2013 – 19 febbraio 2017 19 febbraio 2017 – 7 maggio 2017 (ad interim) | Debora Serracchiani | 28 marzo 2014 – 7 maggio 2017     |
| Matteo Renzi Maurizio Martina | 7 maggio 2017 – 12 marzo 2018 12 marzo 2018 – 7 luglio 2018 (ad interim)          | Maurizio Martina    | 7 maggio 2017 – 12 marzo 2018     |
| Maurizio Martina              | 7 luglio 2018 – 17 novembre 2018                                                  | –                   | –                                 |
| Nicola Zingaretti             | 17 marzo 2019 – 14 marzo 2021                                                     | Paola De Micheli    | 17 aprile 2019 – 5 settembre 2019 |
| Nicola Zingaretti             | 17 marzo 2019 – 14 marzo 2021                                                     | Andrea Orlando      | 17 aprile 2019 – 17 marzo 2021    |
| Enrico Letta                  | 14 marzo 2021 – 12 marzo 2023                                                     | Irene Tinagli       | 17 marzo 2021 – 12 marzo 2023     |
| Enrico Letta                  | 14 marzo 2021 – 12 marzo 2023                                                     | Giuseppe Provenzano | 17 marzo 2021 – 12 marzo 2023     |
| Elly Schlein                  | 12 marzo 2023 – in carica                                                         | –                   | –                                 |

#### Presidenza dell'Assemblea nazionale
| Presidente        | Periodo                            | Vicepresidente      | Periodo                            |
| ----------------- | ---------------------------------- | ------------------- | ---------------------------------- |
| Romano Prodi      | 14 ottobre 2007 – 16 aprile 2008   | -                   | -                                  |
| Rosy Bindi        | 7 novembre 2009 – 19 aprile 2013   | Ivan Scalfarotto    | 7 novembre 2009 – 15 dicembre 2013 |
| Rosy Bindi        | 7 novembre 2009 – 19 aprile 2013   | Marina Sereni       | 7 novembre 2009 – 15 dicembre 2013 |
| Gianni Cuperlo    | 15 dicembre 2013 – 21 gennaio 2014 | Matteo Ricci        | 15 dicembre 2013 – 7 maggio 2017   |
| Matteo Orfini     | 14 giugno 2014 – 17 marzo 2019     | Sandra Zampa        | 15 dicembre 2013 – 7 maggio 2017   |
| Matteo Orfini     | 14 giugno 2014 – 17 marzo 2019     | Barbara Pollastrini | 7 maggio 2017 – 17 marzo 2019      |
| Matteo Orfini     | 14 giugno 2014 – 17 marzo 2019     | Domenico De Santis  | 7 maggio 2017 – 17 marzo 2019      |
| Paolo Gentiloni   | 17 marzo 2019 – 22 febbraio 2020   | Anna Ascani         | 17 marzo 2019 – 12 marzo 2023      |
| Valentina Cuppi   | 22 febbraio 2020 – 12 marzo 2023   | Debora Serracchiani | 17 marzo 2019 – 12 marzo 2023      |
| Stefano Bonaccini | 12 marzo 2023 – in carica          | Chiara Gribaudo     | 12 marzo 2023 – in carica          |
| Stefano Bonaccini | 12 marzo 2023 – in carica          | Loredana Capone     | 12 marzo 2023 – in carica          |

#### Coordinatore della segreteria nazionale
| Segretario           | Periodo                              |
| -------------------- | ------------------------------------ |
| Goffredo Bettini     | 14 ottobre 2007 – 17 febbraio 2009   |
| Maurizio Migliavacca | 7 novembre 2009 – 15 dicembre 2013   |
| Luca Lotti           | 15 dicembre 2013 – 18 settembre 2014 |
| Lorenzo Guerini      | 18 settembre 2014 – 14 luglio 2018   |
| Matteo Mauri         | 14 luglio 2018 – 17 novembre 2018    |
| Andrea Martella      | 15 giugno 2019 – ottobre 2020        |
| Nicola Oddati        | ottobre 2020 – aprile 2021           |
| Chiara Braga         | ottobre 2020 – aprile 2021           |
| Marco Meloni         | aprile 2021 – 12 marzo 2023          |
| Marta Bonafoni       | 7 aprile 2023 – in carica            |

#### Membri della segreteria nazionale[329][330]
- Coesione territoriale, Sud e Aree Interne: Marco Sarracino
- Contrasto alle Mafie, Legalità e Trasparenza: Vincenza Rando
- Conversione Ecologica, Clima, Green Economy e Agenda 2030: Annalisa Corrado
- Diritti: Alessandro Zan
- Economia, Finanze e Infrastrutture: Antonio Misiani
- Enti locali: Davide Baruffi
- Esteri, Europa e Cooperazione internazionale: Giuseppe Provenzano
- Giustizia: Debora Serracchiani
- Informazione, Cultura e Memoria: Sandro Ruotolo
- Lavoro e portavoce della conferenza delle Democratiche: Maria Cecilia Guerra
- Scuola, Educazione dell'Infanzia, Istruzione, Povertà educativa: Irene Manzi
- Partecipazione e Formazione politica: Marwa Mahmoud
- Politiche Agricole: Camilla Laureti
- Politiche Migratorie e Diritto alla casa: Pierfrancesco Majorino
- Pubblica Amministrazione, Professioni e Innovazione: Stefania Bonaldi
- Responsabile organizzazione: Igor Taruffi
- Responsabile iniziative politiche, Contrasto alle disuguaglianze, Welfare: Marco Furfaro
- Riforme e PNRR: Alessandro Alfieri
- Salute e Sanità: Marina Sereni
- Terzo settore e associazionismo: Marta Bonafoni
- Università: Alfredo D'Attorre
- Componente per funzioni: Coordinatore Assemblea dei Sindaci:

#### Altre cariche associate alla segreteria nazionale
- Capo della segreteria nazionale: Gaspare Righi
- Dipartimento Contro ogni barriera, per l’inclusione: Iacopo Melio
- Dipartimento delle politiche per lo sport: Mauro Berruto
- Dipartimento Transizione digitale, scienza aperta e big data: Annarosa Pesole
- Rappresentante dei Giovani Democratici: Caterina Cerroni
- Responsabile alla comunicazione del PD: Flavio Alivernini

### Presidenti dei gruppi parlamentari

#### Camera dei deputati
- 7 novembre 2007[331] – 28 aprile 2008: Antonello Soro, vice: Marina Sereni
- 5 maggio 2008 – 16 novembre 2009: Antonello Soro, vice: Marina Sereni
- 17 novembre 2009 –19 marzo 2013: Dario Franceschini, vice: Michele Ventura
- 19 marzo 2013 – 16 giugno 2015: Roberto Speranza, vice: Paola De Micheli
- 16 giugno 2015 – 27 marzo 2018: Ettore Rosato, vice: Matteo Mauri
- 27 marzo 2018 – 30 marzo 2021: Graziano Delrio, vice: Alessia Rotta
- 30 marzo 2021 – 28 marzo 2023: Debora Serracchiani, vice: Piero De Luca
- 28 marzo 2023 – in carica: Chiara Braga, vice: Paolo Ciani

#### Senato della Repubblica
- 27 novembre 2007[332] – 28 aprile 2008: Anna Finocchiaro, vice: Luigi Zanda
- 6 maggio 2008 –19 marzo 2013: Anna Finocchiaro, vice: Luigi Zanda
- 19 marzo 2013 – 27 marzo 2018: Luigi Zanda, vice: Claudio Martini
- 27 marzo 2018 – 25 marzo 2021: Andrea Marcucci, vice: Simona Malpezzi
- 25 marzo 2021 – 28 marzo 2023: Simona Malpezzi, vice: Alan Ferrari
- 28 marzo 2023 – in carica: Francesco Boccia, vice: Alessandro Alfieri

#### Parlamento europeo
- 1º luglio 2009 – 1º luglio 2014: David Sassoli, vice: Andrea Cozzolino, poi Leonardo Domenici
- 1º luglio 2014 – 4 marzo 2018: Gianni Pittella, vice: Patrizia Toia
- 4 marzo 2018 – 2 luglio 2019: Patrizia Toia
- 2 – 22 luglio 2019: Roberto Gualtieri
- 22 luglio 2019 – 23 luglio 2024: Brando Benifei
- 23 luglio 2024 – in carica: Nicola Zingaretti, vice: Alessandra Moretti

### Segretari regionali
| Regione / Provincia autonoma | Regione / Provincia autonoma | Segretario          |
| ---------------------------- | ---------------------------- | ------------------- |
| Valle d'Aosta                | Valle d'Aosta                | Luca Tonino         |
| Piemonte                     | Piemonte                     | Domenico Rossi      |
| Liguria                      | Liguria                      | Davide Natale       |
| Lombardia                    | Lombardia                    | Silvia Roggiani     |
| Trentino-Alto Adige          | Bolzano                      | Carlo Bettio        |
| Trentino-Alto Adige          | Trento                       | Alessandro Dal Ri   |
| Veneto                       | Veneto                       | Andrea Martella     |
| Friuli-Venezia Giulia        | Friuli-Venezia Giulia        | Caterina Conti      |
| Emilia-Romagna               | Emilia-Romagna               | Luigi Tosiani       |
| Toscana                      | Toscana                      | Emiliano Fossi      |
| Marche                       | Marche                       | Chantal Bomprezzi   |
| Umbria                       | Umbria                       | Tommaso Bori        |
| Lazio                        | Lazio                        | Daniele Leodori     |
| Abruzzo                      | Abruzzo                      | Daniele Marinelli   |
| Molise                       | Molise                       | Vittorino Facciolla |
| Campania                     | Campania                     | Antonio Misiani     |
| Basilicata                   | Basilicata                   | Daniele Manca       |
| Puglia                       | Puglia                       | Domenico De Santis  |
| Calabria                     | Calabria                     | Nicola Irto         |
| Sicilia                      | Sicilia                      | Anthony Barbagallo  |
| Sardegna                     | Sardegna                     | Piero Comandini     |

### Organizzazione giovanile
L'organizzazione giovanile del Partito Democratico è costituita dai Giovani Democratici. Nati nel 2008, fanno parte della International Union of Socialist Youth, l'organizzazione giovanile dell'Internazionale Socialista.

### Commissione nazionale di garanzia
La Commissione nazionale di garanzia è composta da nove componenti che non fanno parte di organi di direzione politica del partito, eletti dal Congresso Nazionale, e dura in carica quattro anni. Si ramifica in Commissioni regionali, provinciali e comunali. I suoi compiti sono:
1. Attenersi ai criteri di indipendenza e imparzialità.
2. Eleggere il proprio presidente con la maggioranza dei voti validamente espressi.
3. Adottare un regolamento interno per l'esercizio delle proprie funzioni e definire un regolamento disciplinare entro un mese dalla sua elezione.
4. Reintegrare i membri venuti meno per dimissioni o altra causa.
5. Vigilare su casi di discriminazione che vengano sottoposti ed esprimersi applicando le norme di disciplina.
6. Dirimere le controversie che possono crearsi all'interno degli organi del partito.
7. Verificare la corretta applicazione delle norme statutarie.
8. Verificare e approvare le norme contenute nel regolamento finanziario.
9. Approvare le iscrizioni al partito, custodire l'anagrafe degli iscritti e controllare la corretta applicazione del tesseramento.
10. Assumere la direzione del partito nel caso di impossibilità o dimissioni sia del segretario sia del presidente fino alla convocazione del Congresso Nazionale.

I componenti della Commissione nazionale di garanzia sono: Stefania Gasperini (presidente), Monica Bartolini, Debora Cilento, Domenico Cerabona, Paolo Mezzogori, Cristina Michetelli, Roberto Montanari, Alessia Morani, Giuditta Pini, Francesco Sanna e Angelo Schillaci.

## Adesioni
- 14 ottobre 2007 – Democratici di Sinistra
- 14 ottobre 2007 – Democrazia è Libertà - La Margherita
- 14 ottobre 2007 – Italia di Mezzo
- 14 ottobre 2007 – Movimento Repubblicani Europei
- 14 ottobre 2007 – Alleanza Riformista
- 10 giugno 2023 – Articolo Uno

## Scissioni
- 11 novembre 2009 – Alleanza per l'Italia (dissoluzione nel 2016)
- 17 aprile 2010 – Movimento Repubblicani Europei
- 26 maggio 2015 – Possibile
- 4 luglio 2015 – Futuro a Sinistra (confluito in Sinistra Italiana nel 2017)
- 25 febbraio 2017 – Articolo Uno (confluito nel Partito Democratico nel 2023)
- 17 settembre 2019 – Italia Viva
- 21 novembre 2019 – Azione

## Nelle istituzioni

### Parlamento italiano
Gruppo Partito Democratico
| Legislature | Deputati | Senatori | Totali | +/- |
| ----------- | -------- | -------- | ------ | --- |
| XVI         | 217      | 118      | 335    |     |
| XVII        | 281      | 97       | 378    | 43  |
| XVIII       | 95       | 38       | 133    | 245 |
| XIX         | 69       | 40       | 109    | 24  |

### Parlamento europeo
Gruppo Alleanza Progressista dei Socialisti e dei Democratici
| Legislature | Europarlamentari | +/- |
| ----------- | ---------------- | --- |
| VII         | 22               |     |
| VIII        | 31               | 9   |
| IX          | 16               | 15  |
| X           | 21               | 5   |

### Presidenti del Senato
- Franco Marini
- Pietro Grasso (fino al 26 ottobre 2017, in seguito indipendente)

### Presidenti del Parlamento europeo
- David Sassoli

### Presidenti del Consiglio
- Romano Prodi
- Enrico Letta
- Matteo Renzi
- Paolo Gentiloni

### Vicepresidente del Consiglio
- Massimo D'Alema
- Francesco Rutelli

### Sottosegretario alla Presidenza del Consiglio
- Enrico Letta
- Graziano Delrio
- Claudio De Vincenti
- Maria Elena Boschi

### Governi
- Governo Prodi II (2006-2008)
- appoggio esterno al Governo Monti (2011-2013)
- Governo Letta (2013-2014)
- Governo Renzi (2014-2016)
- Governo Gentiloni (2016-2018)
- Governo Conte II (2019-2021)
- Governo Draghi (2021-2022)

## Iscritti
Lo statuto del PD prevede due livelli di partecipazione alla vita del partito: gli iscritti e gli elettori, raccolti questi ultimi in un apposito albo. Lo statuto prevede diritti e doveri associativi per gli iscritti, mentre considera elettori tutte le persone che accettano di registrarsi nell'apposito albo e partecipano ai momenti di pubblica partecipazione organizzati dal partito: elezioni primarie ed elezioni dirette delle cariche partitiche nazionali e locali.
- 2007: dati non disponibili
- 2008: dati non disponibili
- 2009: 831 042[68][337]
- 2010: 617 240[338][339]
- 2011: 607 897
- 2012: 500 163
- 2013: 539 354
- 2014: 378 187
- 2015: 395 320
- 2016: 405 041[340]
- 2017: dati non disponibili
- 2018: 374 786[341]
- 2019: 412 675
- 2020: dati non disponibili
- 2021: 320 000[342]
- 2022: dati non disponibili
- 2023: 150 000[342]

## Stampa e televisione
In seguito alla chiusura di Europa (2014), de L'Unità (2017) e di Democratica (2019), l'organo ufficiale del partito è la rivista online Immagina, diretta da Stefano Cagelli.
A questi si aggiungeva in passato la rivista online tamtàm democratico, ora non più attiva.
Il 25 ottobre 2008 è stato inaugurato il canale televisivo YouDem, di proprietà del partito, che ha trasmesso in streaming sul proprio sito Internet e su YouTube fino alla sua chiusura nel 2012.
Vicina al PD è anche la rivista Left Wing, riconducibile alla corrente dell'ex presidente Matteo Orfini.
Radio Città Futura di Roma è organo del movimento politico Roma Idee, direttamente riconducibile al Partito Democratico.
Il 20 gennaio 2020 inizia le trasmissioni Radio Immagina, la web radio ufficiale del Partito Democratico, collegata al quotidiano online Immagina. Direttore dell'emittente è Andrea Bianchi.

## Feste nazionali
Annualmente il PD organizza la Festa de l'Unità, più alcune Feste Democratiche nazionali tematiche. A seguire un elenco delle feste nazionali annuali:
- 2008: Firenze, Fortezza da Basso[346]
- 2009: Genova, Porto antico[347]
- 2010: Torino, Piazza Castello e Giardini reali[348][349]
- 2011: Pesaro, Piazza del Popolo[350]
- 2012: Reggio Emilia, Campovolo[351]
- 2013: Genova, Porto antico
- 2014: Bologna, Parco Nord
- 2015: Bologna, Parco Nord; Milano, Giardini pubblici Indro Montanelli
- 2016: Catania, Giardino Bellini[352][353]
- 2017: Imola, Parco "LungoFiume"
- 2018: Ravenna, Pala De André
- 2019: Ravenna, Pala De André
- 2020: Modena, Ponte Alto
- 2021: Bologna, Parco Nord[354]
- 2022: Palermo, Villa Filippina[355]
- 2023: Ravenna, Pala De André[356]

## Simboli

Simbolo elettorale
Simbolo elettorale usato per le elezioni politiche del 2008
Simbolo elettorale usato per le elezioni europee del 2014
Simbolo elettorale usato per le elezioni europee del 2019
Simbolo elettorale usato per le elezioni politiche del 2022

## Risultati elettorali

### Elezioni nazionali
| Elezione                                                        | Camera dei deputati | Camera dei deputati | Camera dei deputati | Camera dei deputati | Senato della Repubblica | Senato della Repubblica | Senato della Repubblica | Senato della Repubblica | Legislatura | Posizione                |
| Elezione                                                        | Voti                | %                   | Seggi               | +/-                 | Voti                    | %                       | Seggi                   | +/-                     | Legislatura | Posizione                |
| --------------------------------------------------------------- | ------------------- | ------------------- | ------------------- | ------------------- | ----------------------- | ----------------------- | ----------------------- | ----------------------- | ----------- | ------------------------ |
| 2008                                                            | 12 095 306          | 33,18               | 217 / 630           |                     | 11 042 452              | 33,69                   | 116 / 315               |                         | XVI         | Opposizione, Maggioranza |
| 2013                                                            | 8 646 034           | 25,42               | 297 / 630           | 80                  | 8 400 851               | 27,43                   | 112 / 315               | 4                       | XVII        | Maggioranza              |
| 2018                                                            | 6 161 896           | 18,76               | 112 / 630           | 185                 | 5 783 360               | 19,14                   | 54 / 315                | 58                      | XVIII       | Opposizione, Maggioranza |
| 2022 a                                                          | 5 355 086           | 19,07               | 69 / 400            | 43                  | 5 225 456               | 18,96                   | 40 / 200                | 14                      | XIX         | Opposizione              |
| a Lista Partito Democratico - Italia Democratica e Progressista |                     |                     |                     |                     |                         |                         |                         |                         |             |                          |

### Elezioni europee
| Elezione                                    | Voti       | %     | Seggi   | +/- | Legislatura |
| ------------------------------------------- | ---------- | ----- | ------- | --- | ----------- |
| 2009                                        | 8 007 854  | 26,12 | 21 / 72 |     | VII         |
| 2014                                        | 11 203 231 | 40,81 | 31 / 73 | 10  | VIII        |
| 2019 a                                      | 6 089 853  | 22,74 | 19 / 76 | 12  | IX          |
| 2024                                        | 5 646 332  | 24,11 | 21 / 76 | 2   | X           |
| a Lista Partito Democratico - Siamo Europei |            |       |         |     |             |

## Riferimenti normativi
- Statuto del Partito Democratico (GU Serie Generale n. 260 del 30-10-2021)